# Α (カメラ)

αのロゴ

α（アルファ）は、レンズ交換式一眼レフカメラ・ミラーレス一眼カメラのブランドおよびそのシリーズである。
ミノルタが開発し、コニカミノルタを経て、2024年現在はソニーが引き継いで展開している。

## 概要
1985年にミノルタが開発し、商品展開を行った。第一号はα-7000である。実質的に世界初のオートフォーカス(AF)機能を搭載したシステム一眼レフカメラであった。その後、ミノルタは2003年8月にコニカと経営統合し、コニカミノルタとなったが、カメラ事業が新会社『コニカミノルタ カメラ』に移行するとともにαブランドも新会社へ引き継がれた。
2005年、ソニーはαマウントを採用したデジタル一眼レフをコニカミノルタと共同開発するとの発表を行なった。ソニーは撮像素子を製造していることもあり、コニカミノルタの光学技術との融合が期待された。またソニーはカール・ツアイスと協業しており、当時から「サイバーショット」シリーズのレンズをカール・ツァイスが設計・供給していた。
2006年1月、コニカミノルタは不採算事業のリストラを理由にカメラ事業から撤退すると発表した。これに伴い、ソニーにカメラ開発に必要な技術、国内及びマレーシア工場の移管と約200人のカメラ技術者の異動が行なわれた。同時にコニカ・ミノルタ・コニカミノルタのカメラサポートをソニーが担当するすることになり、コニカミノルタのカメラ事業は幕を閉じた。
2010年6月、Eマウント規格を搭載したα NEXシリーズである、ミラーレス一眼カメラNEX-3及びNEX-5が発売された。2013年9月のα3000（日本未発売）の発売から、α NEXシリーズのカメラはαブランドに変更された。
2013年11月に、初の35ミリフルサイズ撮像素子を採用したミラーレスカメラであるα7とα7Rが発売された。
スポーツ写真・報道写真の分野ではキヤノンとニコンの一眼レフがシェアを二分していたが、2010年代半ばごろからフルサイズミラーレスで先行したαシリーズがミラーレスの特徴を活かす多彩な機能を備えた機種を出したことで、一眼レフからミラーレスへの乗り換えも進むまでにシェアを伸ばしている。

## ミノルタ・αシリーズ カメラ

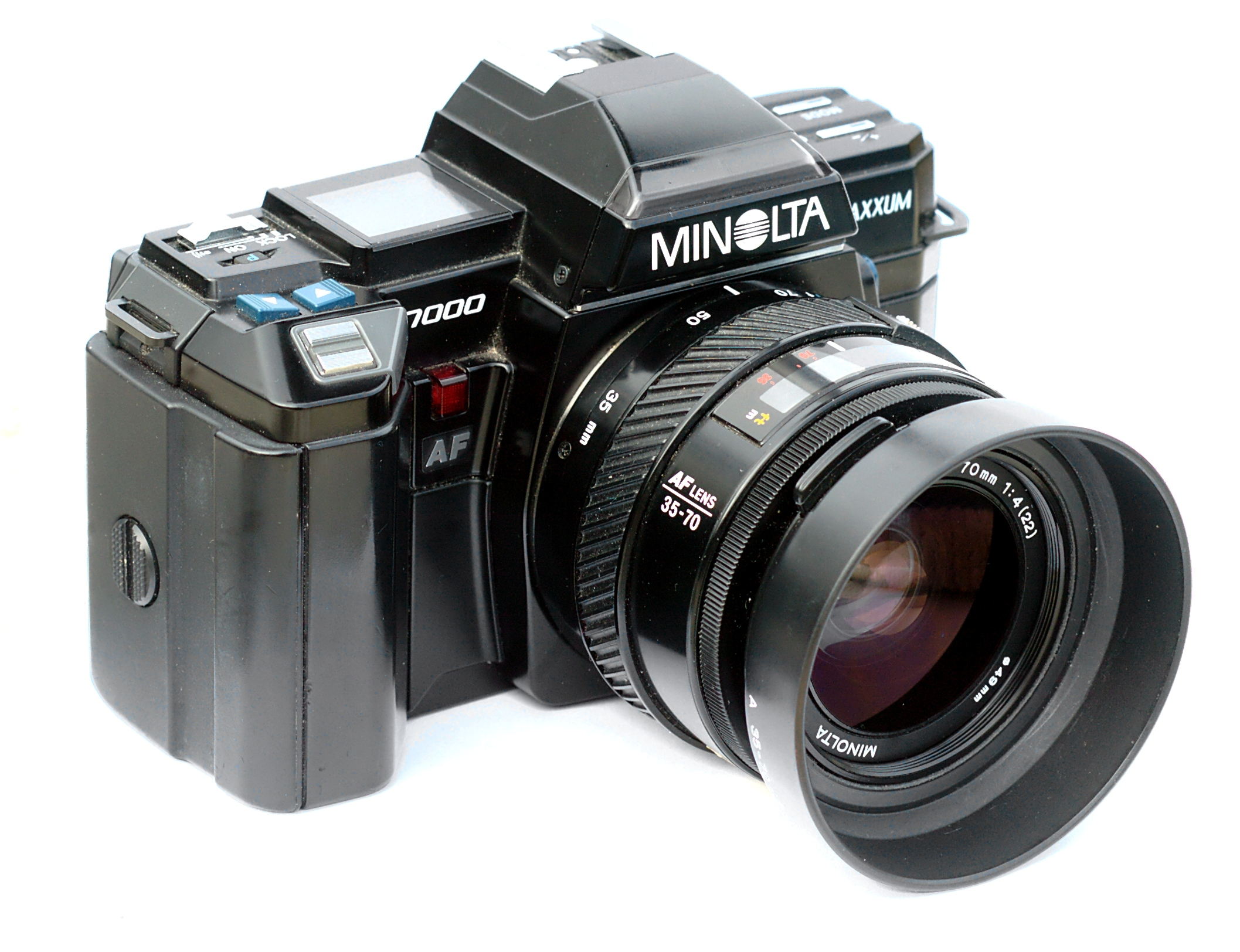
ミノルタα7000

それまでに他社から市販されていたオートフォーカス一眼レフカメラは数少ない専用レンズに電源やモーターを搭載し、同スペックのマニュアルフォーカスレンズと比較してレンズが大きく重く高価になる割にピント合わせが遅いため、一般ユーザーに受け入れられるレベルではなかった。しかし、ミノルタは、レンズマウントを更新しレンズ駆動用のモーターや電源をカメラボディ内に搭載することで交換レンズの外径や価格を同スペックのマニュアルフォーカスレンズと遜色ないものにし、1985年にオートフォーカスの速度や精度も一般的ユーザーのマニュアルフォーカスを上回るレベルにしたミノルタα-7000を発売した。このことでミノルタαシリーズは、実質的に世界初のオートフォーカス一眼レフシステムカメラとなった。同時に発売されたαレンズは当初より13本を数え、全レンズがオートフォーカス対応であるほか、ROMの搭載によりズームレンズの画角によって露出のプログラムを変更したり、フラッシュの照射範囲を変更させたりと、より高度な自動撮影が可能になっていた。ヨーロッパでは、ダイナックス（Dynax）、北米大陸ではマクサム（Maxxum）としてブランド展開していた。

### フィルムカメラ・シリーズ
- ミノルタα-7000（1985年2月発売） - 当時ニコンF3AFやペンタックスME F等、オートフォーカス一眼レフカメラは存在したが、オートフォーカス専用レンズが1～2本に限られる、大きく重い、合焦まで時間がかかったり迷ったりする等、試作的な意味合いが強く、商業的に成功したとは言い難かった。ミノルタα-7000は、オートフォーカス用にレンズシステムを刷新して登場し、非常に注目を浴びた[5]。AFセンサーは東芝、ロータリーエンコーダーは石川島播磨重工業（現IHI）製[6]。AFに関する光学系は自社開発で、1983年に発売したX-600のフォーカスエイド機能[注釈 2]で採用したハネウェル製のTCLモジュールと比べるとAF性能は大幅に向上した[7]。他メーカーからの乗り換えユーザーも多く、また写真業界以外のマスコミにも報道されることになり一大ブームへと発展した。このカメラの出現により、一眼レフカメラのオートフォーカス化が大きく進むなど、当時の業界に与えた影響は極めて大きく、「αショック」という言葉が生まれた。カメラグランプリ'85、インターカメラ国際賞、ヨーロピアン・カメラ・オブ・ザ・イヤー'85受賞。CMソングには、野田幹子の「太陽・神様・少年」が使われており、郵便応募によるキャンペーンで野田幹子の非売品ミニアルバムの抽選があった。α-7000の登場によってミノルタは一眼レフ市場シェアトップに躍り出た[7]。しかし、カメラメーカー各社が独自のAFセンサーの開発に走った結果、TCLモジュールの売上が激減したハネウェルはα-7000に搭載したAF機構が自社の米国特許に抵触しているとして1987年4月にミノルタを訴えた。最終的にはミノルタの敗訴で終わり、ミノルタは約165億円の賠償金を支払って和解した（ミノルタ・ハネウェル特許訴訟）[8]。

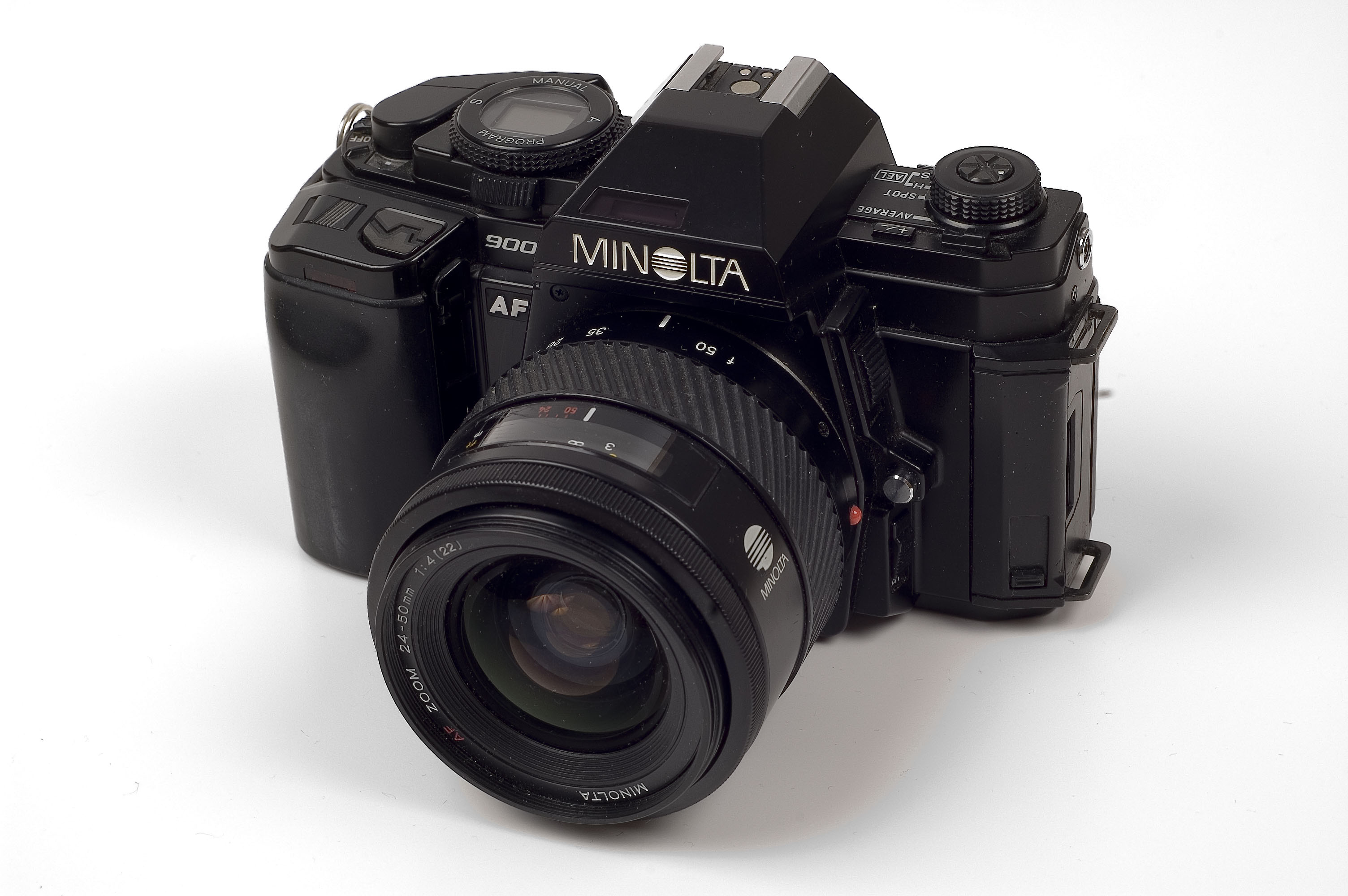
ミノルタα9000

- ミノルタα-9000（1985年8月発売） - ミノルタα-7000と同時開発であったが、その市場での様子を窺ってから投入された。ミノルタX-1以来のプロフェッショナル用機種であり、αシリーズのフラッグシップを表す“9”を冠した初のプロ用オートフォーカス一眼レフカメラである[注釈 3]。オートフォーカスの作動方法には特徴があり、ミノルタ独自のセンサー付きシャッターボタンに指を触れるだけでAEとコンティニュアス方式のオートフォーカスが作動し、シャッターボタンの半押しでフォーカスロックとなる。ミノルタα7000は6Vであるフォーカス用モーター駆動電源が3V駆動であるため、発表当時からオートフォーカス動作が遅いと言われてた。ワインダー、モータードライブを使用してもカメラ本体への電源供給はなされていないので変化はない。発売時は評価測光（多分割測光）、マルチスポット測光以外の当時考えられるあらゆる機能を持ち、更に露出制御でのマルチモード、最高速1/4000秒、Xシンクロ1/250秒の高速シャッター等最先端のスペックを有していた。ファインダーには、ミノルタXD/ミノルタXD-S以来の視度補正機能とアイピースシャッターを内蔵。フォーカシングスクリーンも交換可能で、スプリットマイクロ方式のものまで用意されていた。ファインダー性能もオートフォーカス用の測距機構に光量を取られているにも拘らず、マニュアルフォーカスにも十分対応できる質の良いファインダーを搭載していた。レバー・クランクによる手動巻き上げ/巻き戻しが可能なオートフォーカス一眼レフカメラとしては最初で最後の存在であり、測光モード切り替えダイヤルを引き上げると巻き戻しクランクがポップアップするなど、操作系に関してはこだわりが強いカメラとなった。巻き上げには強力なシャッターチャージに力が必要なために重く操作感はあまり良くないが、ミノルタらしくキヤノンのようなゴリゴリ感はない。小刻み巻上げも可能。
- ミノルタα-5000（1986年3月発売） - ミノルタα-7000の廉価版として発売された。廉価版と言っても価格面での差は1万3千円で、フレームは同じものを使用しており共通部品も多い。機能面では露出制御モードや連続撮影機能の省略、モード制御用ボタン部にスライド式のカバーを取り付けるなど、ビギナー向けにインターフェースを変更して対応している。この機種は、上位機種をスペックダウンして初級機を作るという手法で作られていたが、この機種の次世代からは生産の合理化が進み初級機は初級機の作り方で作るという手法に変わっていき、フレームを共用し性能差=価格差とした最後のモデルとなった。

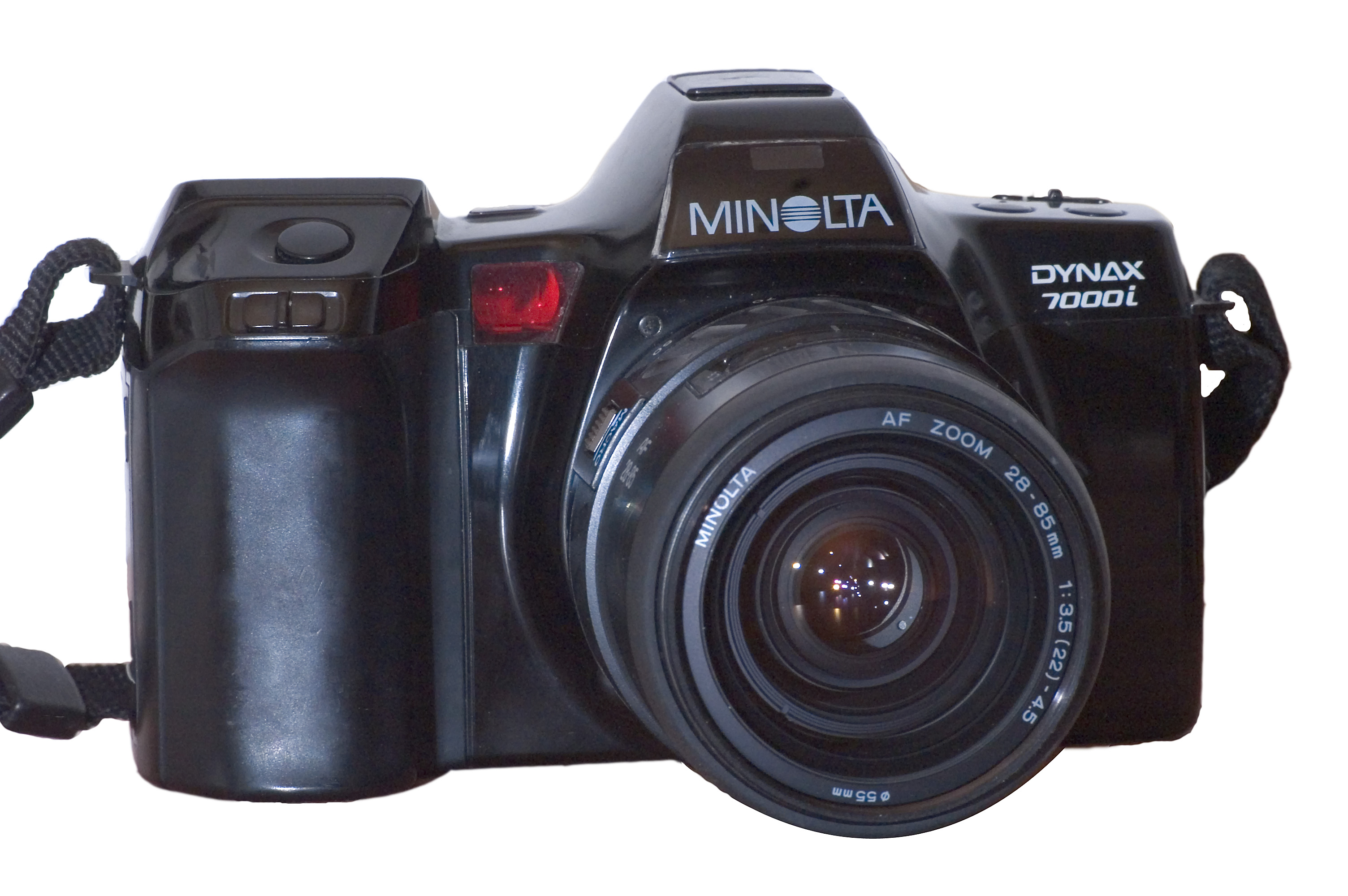
ミノルタα7700iの輸出用モデル、ミノルタダイナックス7000i

- ミノルタα-7700i（1988年5月発売） - αシリーズの第二世代モデル。オートフォーカス測距点を3カ所に増やし、動体予測オートフォーカスを搭載し、これは追随メーカーのオートフォーカス一眼レフカメラ開発の指標ともなった。ハンス・ムートをデザイナーとして起用したデザインは秀逸で、第一世代の無骨さと異なり直線とそれをつなぐ曲線が美しくまとめられている。また機能面ではαシリーズの第一世代モデルで採用されたタッチセンサーは廃止、オートフォーカス補助光発光機能を本体に内蔵、6分割測光機構の採用などでオートフォーカス/自動露出ともに他メーカーを圧倒した。ミノルタ独自のカードシステムも採用され、主に露出制御関連の機能追加などをカードで行うことができた。当時はカメラに積めるメモリ搭載量の上限が低かったため、あると便利な機能をカードで提供し、ユーザーは必要な機能だけを後付で買うことができた。この世代からペンタ部上部のアクセサリーシューをオートロックアクセサリーシュー（英語版）に変更した。

- ミノルタα-3700i（1989年7月発売） - αシリーズ第二世代の最廉価モデル。ミノルタα-7000に対するミノルタα-5000と違い、ミノルタα-7700iとは根本的に別物として設計されている。露出制御はプログラムモード（標準とハイスピードの2種類）しか持たず、カードシステムも装備されない。またファインダーには小型化と低コスト化のためにダハミラー方式を採用し、登場時においてはオートフォーカス一眼レフカメラとして世界最小最軽量モデルであった。専用オプションとしてプログラムフラッシュが2機種あり[注釈 4]、それぞれ必要時に自動発光を行う。ここから初級機では徹底的な合理化によってコストダウンする方法が広まっていく。

- ミノルタα-5700i（1989年8月発売） - αシリーズ初のフラッシュ内蔵型一眼レフカメラ。内蔵フラッシュは現在主流のポップアップ式ではなく固定式で、ズーム機構により照射角が変化する。機能面ではミノルタα-7700iより省略され、標準状態での露出制御はプログラムモードとマニュアルのみである。しかし一部は使用不可ながらカードシステムを持ち、この機種専用の「A/Sカード」を用いることで絞り優先およびシャッター優先モードが使用可能となる。

- ミノルタα-8700i （1990年2月発売） - ミノルタα-7700iの改良型。改良点はミノルタでは初のシャッタースピード1/8000秒装備、6分割測光とスポット測光に加え中央重点測光、露出調整ボタンの追加、シンクロソケットの装備、ファンクションキーにより露出補正を選択していた露出補正機能の独立等が挙げられる。また多重露出機能を持つために「ファンタジーカード」を使用しての「幻想的」（メーカー説明による）な写真の撮影も可能となる。それ以外にも黒のみだった外装仕上げがガンメタリックに変更されている。シルエットはほぼ同じで目新しい機能の追加もなく、地味な存在ながらもより機能性・操作性の向上を目指したものとなっており、第二世代型αシリーズの完成型と言える。
- ミノルタα-8700iミール（1990年10月発売） -　ソビエト連邦の宇宙ステーションミールに搭載されたことを記念したパールホワイトの限定バージョン。同色の標準ズームレンズ、フラッシュおよび記念テレホンカードが付属。機能面や性能面での違いは皆無。

- ミノルタα-7xi（1991年6月発売） - αシリーズの第三世代モデル。「ゼロタイムオート」 を称し第二世代型αシリーズをより自動化したもの。ミノルタ独自のグリップセンサー、ファインダー接眼部下部のセンサーにより構えただけで自動露出機構とオートフォーカスが作動、必要とあらばミノルタとしては初採用のポップアップ式フラッシュが動作し、さらには電動化されたズームレンズのズーム機構までが適切な（と思われる）画角まで自動的に制御され、まさに使用者は「ただシャッターボタンを押すだけ」となる。しかしユーザーはここまでの自動化を求めてはおらず、さらにそれまでのαシリーズと一線を画すデザイン、大きさのため登場と同時に不評を買った[誰によって?]。また多機能さと引き換えに操作性は複雑で、この点は同時期の他社一眼レフカメラも同様の傾向にある。機能面ではオートフォーカス測距点の追加、14分割測光の採用、巻き上げコマ速度のアップなどで、この点も同時期の他社のオートフォーカス一眼レフカメラとの差はほとんどない。ミノルタ独自のカードシステムは引き続き採用され、電動式ズームレンズと組み合わせて使用する「ファンタジーカード2」などが用意された。

- ミノルタα-3xi（1991年8月発売） - xiシリーズの末弟で、フラッシュのオートポップアップなどが装備された。徹底した入門機。

- ミノルタα-5xi（1992年3月発売） - xiシリーズ最後の中級機。「オートスタンバイズーム」「ゼロタイムオート」「パノラマ撮影」を引き続き採用するが「データメモリーカード」で使える機能が非対応になるなど、7xiと比較して機能が一部削除されている。

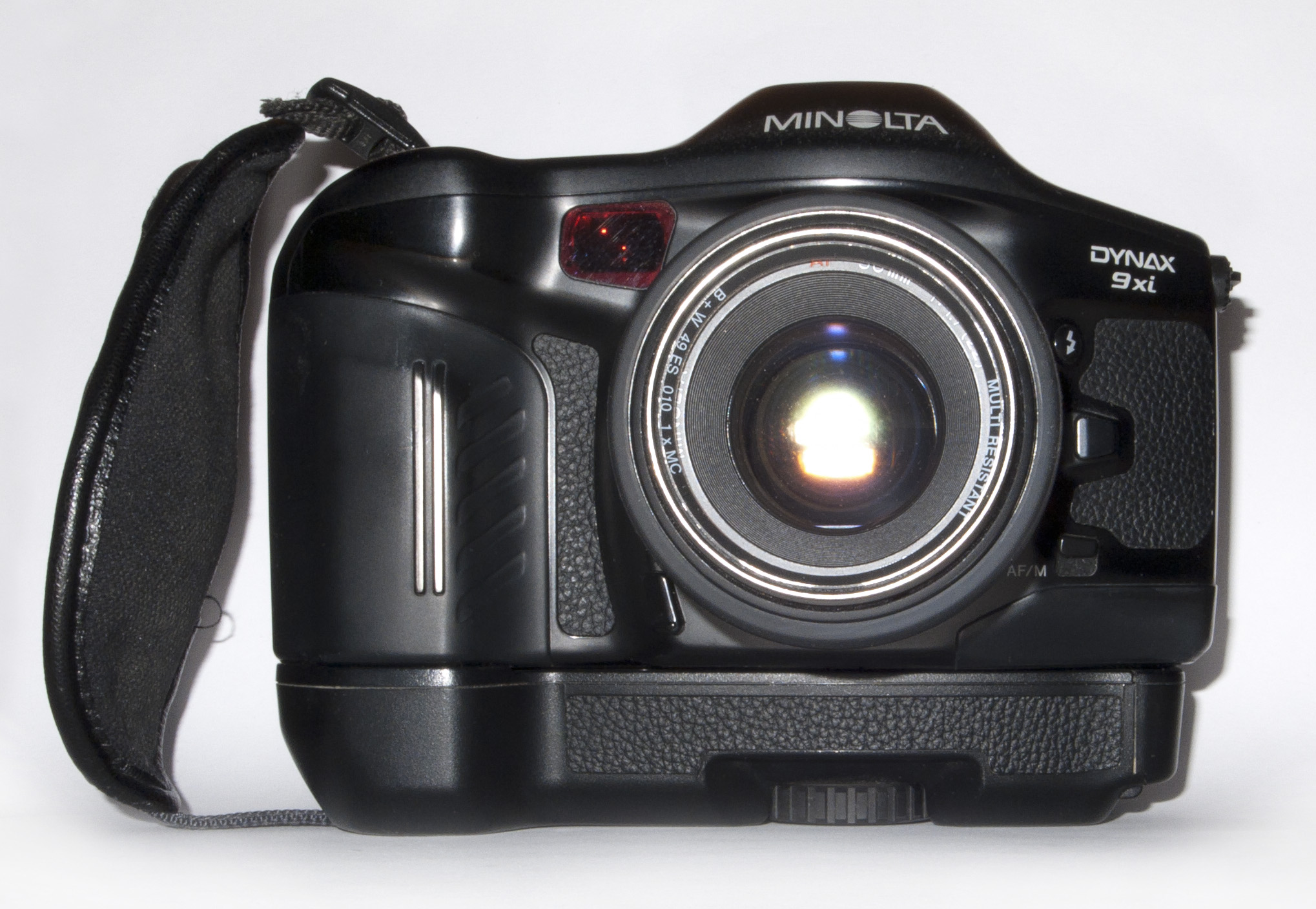
ミノルタα-9xiの輸出用モデル、ミノルタダイナックス9xi

- ミノルタα-9xi（1992年7月発売） - ミノルタα-7xiの上位機種として世界初のシャッタースピード最高速1/12000秒を実現。現在でもフォーカルプレーンシャッターにおいてはこの記録は破られておらず、後継機のミノルタα-9にその実力は受け継がれた。本機を含めたxiシリーズはカメラの自動化・電動化の極致とも言えるもので、その多彩な機能に比べてボタン・ダイヤル類が極端に少ない（プロ向けのためオートスタンバイズームは不採用）。1つのボタンに数種類の機能を持たせているため、初めて使う者やダイヤル式の操作感に慣れた者にとっては操作が難解で、当時のミノルタのシェアを大きく落とすことになった。しかし、左手でレンズを持ったままファインダ内ですべての設定が確認でき、右手のみで各種設定ができる操作性は、ある意味理想的と言え評価が分かれるところである[要出典]。一般には評価が低いが[要出典]、業界最速のシャッター速度やシャッター周りの防塵・防滴構造、作りの良さなどプロカメラマンの使用にも十分耐えうるカメラであった。映画、「ガメラ　大怪獣空中決戦」でストロボ光で「ギャオス」を追い払うカメラとして使用されている。

- ミノルタα-707si（1993年11月発売） - αシリーズの第四世代モデル。第三世代型αシリーズでの自動化の極地の反動から開発された。それまでの1ボタン多機能による煩雑な操作性を、1ボタン1機能に絞りこんだ設計になっている。またデザイン面でも、ある意味「冒険」的な曲線主体の第三世代型αシリーズよりも、第二世代型αシリーズのラインに近いものが採用されている。機能的な部分ではほぼミノルタα-7xiと同じであるが、測光方式に更なる多分割測光であるハニカムパターン測光が継承された。また、第三世代型αシリーズで採用された「アイスタートシステム」は切り替えスイッチが増設されて残され、第二世代型αシリーズで採用された「カードシステム」もそのまま残されている。カードシステムはこの機種への採用を持って終了した。カメラグランプリ'94受賞、ヨーロピアン・カメラ・オブ・ザ・イヤー'94-95受賞、'94-'95オーストラリアン・SLRカメラ・オブ・ザ・イヤー受賞。

- ミノルタα-303si（1994年1月発売） - 第四世代型αシリーズでの廉価モデル。露出制御モードに「シーンセレクト」方式が採用されている。
- ミノルタα-707si japan（1995年2月発売） - 総漆塗り限定バージョン。

- ミノルタα-507si（1995年2月発売） - 商業的に失敗に終わったxiシリーズに次ぐα第4世代siシリーズ。中でもこの機種は1つのダイヤル・ボタンに1つの機能を割り当てるクラシックオペレーションを採用。この操作系は後に発売されるミノルタα-9、ミノルタα-7に引き継がれた。また、ミノルタ707siと異なり液晶パネルをファインダースクリーンと重ねることを廃止しているために逆光でもすっきりと見やすいファインダーに回帰している。この機種で採用されたダイヤル・ボタンによるシンプルな操作性は、同時代のカメラによく見られる多機能に伴う複雑な操作系を見直すきっかけとなり、以降は他のメーカーでも同様にダイヤル・ボタンによるシンプルな操作性を持つ機種が多く登場した。

- ミノルタα-101si（1995年5月発売） - 第4世代型αシリーズでの最廉価モデル。ミノルタα-5700i以来の固定式フラッシュが採用されている。

- ミノルタα-303siスーパー（1995年7月発売） - ミノルタα-303siの改良型。従来はプラスチックだったレンズマウント素材を金属に変更、リモートレリーズソケット、スポット測光機能が追加されている。また、従来機では暗さが目立っていたルーフミラーも改良され、ファインダーが大幅に明るくなっている。外装色も黒色からグレーメタリック系色に変更された。

- ミノルタα-807si（1997年6月発売） - ミノルタα-707siの改良モデル。内蔵フラッシュが大型化され、それが外観でも大きな特徴[注釈 5]となっている。操作性も一部改良された。内蔵されたフラッシュはポップアップ式にもかかわらず、ズーム機構によって照射角が変化する。ガイドナンバーは20に達し、それまで発表されたカメラ内蔵型フラッシュとしては最大のものである。カードシステムは廃止され多くの機能は標準装備となったが、カードにより実現されていたミノルタ独自の特殊効果である多重露出のフェードイン&アウト機能、ファンタジーカード系、フィルムのラチチュードを読み取ってH/S基準を補正する等の機能は割愛された。

- ミノルタα-Sweet（1998年4月発売） - 普及型オートフォーカス一眼レフカメラ。主として一眼レフ入門者やファミリー層をターゲットにしている。小型・軽量で女性も扱いやすいことをコンセプトにしている。当時のこのクラスの定番だったキヤノンEOS-Kissに対抗したネーミングや操作系を持ち、EOS-Kissとの差別化もあってか中級機に匹敵する1/4000秒のシャッターを持つ。事実、海外ではα-507siの後継機的扱いであり、Dynax5といった所謂5系列の名称が付けられていた。

- ミノルタα-9（1998年12月発売） - 派手な機能はないがα初の視野率100%ファインダーをはじめ1/12000秒の高速シャッター、単体ボディで秒間5.5コマのフィルム送給を達成、フルメタルボディなどカメラとしての基本機能を追求した機種。特に周辺の見えを良くするためのコンデンサーレンズ、ホコリが入るのを防ぐファインダーブロック周りのシーリング、オプションで用意されたボケ量重視のM、MIIスクリーンとファインダーにコストが掛かっており、「オートフォーカス一眼レフカメラで一番気持ちいい」と評判になる程のファインダーとして明確な結果になって表れている。
- ミノルタα-Sweet S（1999年3月発売） - α-Sweetの廉価版。α-Sweetから上級者向けの機能を省いたシンプルな構成となっている。シャッターユニットもスペックダウンされ、他社同様の1/2000秒クラスになった。同年6月に黒色外装タイプも追加。
- ミノルタα-360si（1999年8月発売） - ネーミング的には第四世代だが、成り立ちとしてはα-Sweet Sの廉価版で、α-101siの後継機的存在。ファミリー/ビギナー向け一眼レフ市場の拡大に対応して発売された。もともとシンプルなα-Sweet Sを更にシンプルにした、実質的なプログラムオート専用機。
- ミノルタα-9Ti（1999年11月発売） - チタン外装で150gの軽量化に成功した限定モデル。世界限定1000台発売。

- ミノルタα-7（2000年9月発売） - ミノルタα-807siの後継モデル。背面に大型のナビゲーションディスプレイが搭載。各種設定が日本語（他言語も選択可）で表示されるため、わかりやすくなった。カメラを縦位置にするとナビゲーションディスプレイの表示も縦表示に切り替わる。撮影データを記録でき背面の液晶ディスプレイに表示することができるほか、専用のリーダーを使うことでスマートメディアに移し変えることが可能である。ミノルタα-9よりも後発で機能的に超える部分もあり、ミノルタ中堅機種の極致とも言える機種である。カメラグランプリ2001を受賞、銀塩カメラとしては今のところ最後の受賞となっている。2000年度グッドデザイン賞受賞、TIPA AWARDS 2001-2002、Best Photo SLR Camera 受賞、ヨーロピアン・カメラ・オブ・ザ・イヤー 2001-2002 受賞、オーストラリア・カメラ・オブ・ザ・イヤー 2001-2002 受賞。

- ミノルタα-SweetII（2001年7月発売） - α-Sweetの後継機。シャッターユニット等の基本性能はα-Sweetを継承しながら、本体設計を一新してAF一眼では最小クラスの小型軽量化を実現している。
- ミノルタα-7 LIMITED（2001年11月発売） - ミノルタα-7の世界3大カメラ賞受賞記念の限定版。日本国内では2001台発売。専用のブラックレザー塗装と製品名文字が金色なのが外観上の特徴。他にも操作ダイアル等に細かな改良が施されている。専用ストラップにはシリアルNoが入り、購入時にネーム入れサービスがあった。

- ミノルタα-SweetII L（2002年6月発売） - α-Sweet IIの廉価版でα-Sweet Sの後継機。実質的には中級機的な機能も持たされているα-Sweet IIから、ファミリー層に不要な上級者向けの機能を省いた構成となっている。シャッターユニット等の基本性能はα-Sweet Sをほぼ継承しながらα-Sweet IIのボディシェルを流用することでAF一眼最小クラスの小型軽量化を実現している。

- ミノルタα-70（2004年1月発売） - ミノルタブランドでの最後の一眼レフカメラ。その後のコニカミノルタブランドではデジタル一眼レフカメラのみ発売され、銀塩一眼レフカメラは発売されなかったことから、名実ともに最後の一眼レフカメラとなった。発表前はミノルタα-7の改良型との誤った憶測が流れ、ミノルタα-7の買い控えにもつながった。それを裏付けるように、操作系や全体の仕上げ等は、上位機のα-7に近いものとなっており、市場の変化に合わせてファミリー向けからかつての入門機へ原点回帰したモデルともいえる。内容的には1/2000秒クラスのシャッターユニットを持ったα-Sweet S～II Lの廉価版入門機クラスで、海外生産に移行しコストダウンを図っている。本機に採用されたオートフォーカスセンサーは後のミノルタα-7DIGITAL、ミノルタα Sweet DIGITALにも採用された。

### デジタルカメラ・シリーズ
α7000/α9000時代には、裏蓋を交換してユニットを取り付けるデジタルスチルカメラシステムを導入したこともあり、またRD-175というαマウント対応デジタル一眼レフカメラや、ベクティスS-1用Vマウント仕様のディマージュRD3000も登場したが、ミノルタはレンズ一体型のディマージュ7/Aシリーズの開発に傾倒しており、結局α-7 DIGITALでようやく価格や性能面で一般ユーザーに受け入れられるレベルのレンズ交換式デジタル一眼レフカメラが登場することになる。

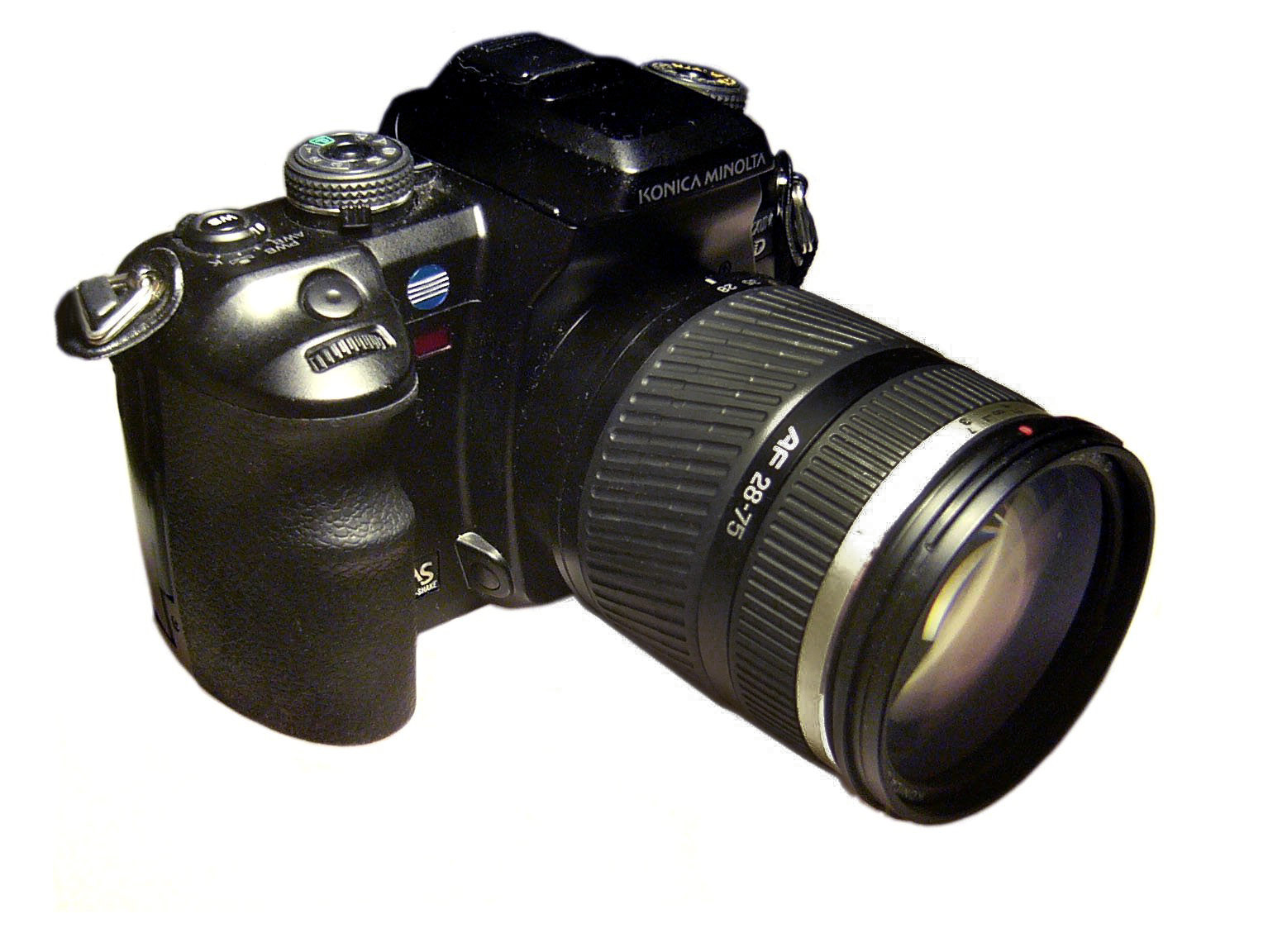
α-7DIGITALの輸出用モデル、ミノルタダイナックス7D

- コニカミノルタα-7 DIGITAL（2004年11月発売） - コニカミノルタとなってから発売された、オートフォーカスデジタル一眼レフカメラ。操作系に関してはα-7やα-9とほぼ同様である。しかし、オートフォーカスセンサー[注釈 6]やシャッターユニット[注釈 7]は下位モデルを引き継いでいるため、性能的にはα-70、α-SweetIIのデジタル版とも言える。アイセンサーが搭載されているが、液晶モニターのON/OFFにのみ使用され、アイスタートは省略されている。レンズ交換型オートフォーカスデジタル一眼レフカメラとしては、受像素子を手ぶれに応じて動かすことで補正する世界で初めてのボディー内手ぶれ補正機構[注釈 8]を採用しており、全てのレンズで手ぶれ補正を実現することができる。イメージセンサーはAPS-Cサイズで610万画素。アンチシェイク搭載と総合的なバランスの良さが評価され、カメラグランプリ2005を受賞した。

- コニカミノルタα-Sweet DIGITAL（2005年発売8月発売） - α-Sweetのデジタル版で、上位機種であるα-7 DIGITAL同様、ボディー内にイメージセンサーシフト式手ぶれ補正機構が採用された。イメージセンサーはAPS-Cサイズで610万画素。ファインダーはミラー型だが、従来のアルミ蒸着に代わり新設計の銀蒸着を採用し、他社の同様方式の物と比べて見やすいファインダーを実現した。

## ミノルタ・αレンズ

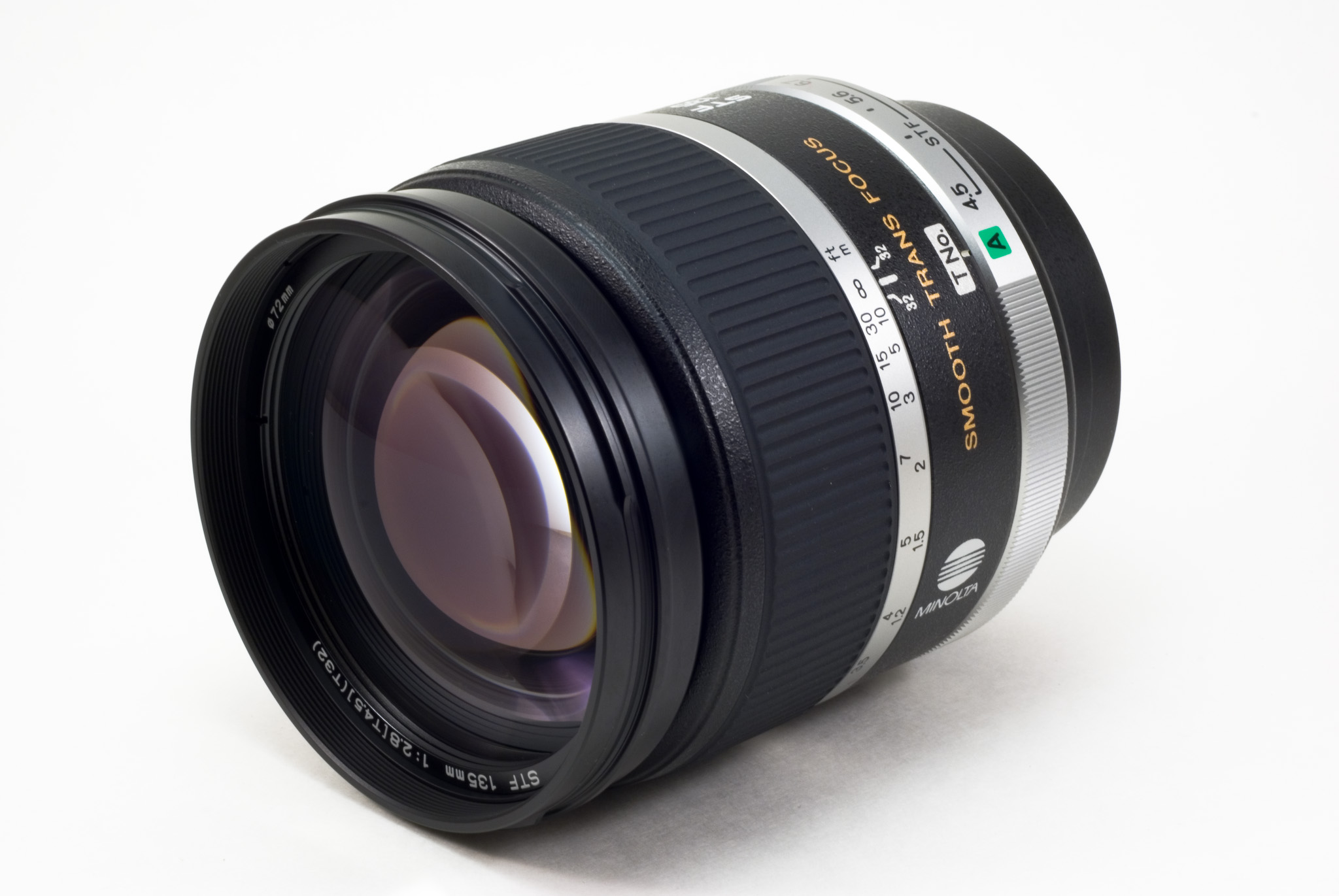
STF 135mmF2.8［T4.5］

マウント名はΑマウント。新マウントの採用で従来の製品と互換性を排除し、絞りリングをなくしてボディ側で制御するようになっている。このやり方には以前からパンフレット等に旧来のマウントを堅持するという一文を加えていたこともあって反対意見も挙がり、実際マウントの変更に伴いプロ～ハイアマチュアのシェアを大幅に低下させたと言われている。後発メーカー各社が最終的には絞りの制御をボディ側で行なうようになり、キヤノンとコンタックスがマウント変更を行ったことから、当時時代の最先端を行っていたともいえる。
2021年現在は、いくつかのモデルがソニーレンズとして再発売され、カールツァイスブランドのレンズも登場している。
GシリーズはAマウントの高級レンズ群。SSMは超音波モーター搭載レンズを搭載しフルタイムマニュアルフォーカスが可能でミノルタα-7以降に発売されたカメラに対応する。xiシリーズはα-xiシリーズの電動ズームに対応する（SONYブランド以後SAMと名称が変更される）。
DT(Digital Type)はデジタルカメラAPS-Cセンサー専用である。フルサイズ機にも装着は可能だが、AE精度が悪くなる等の制限がある。また35mmフィルムカメラには装着できない。

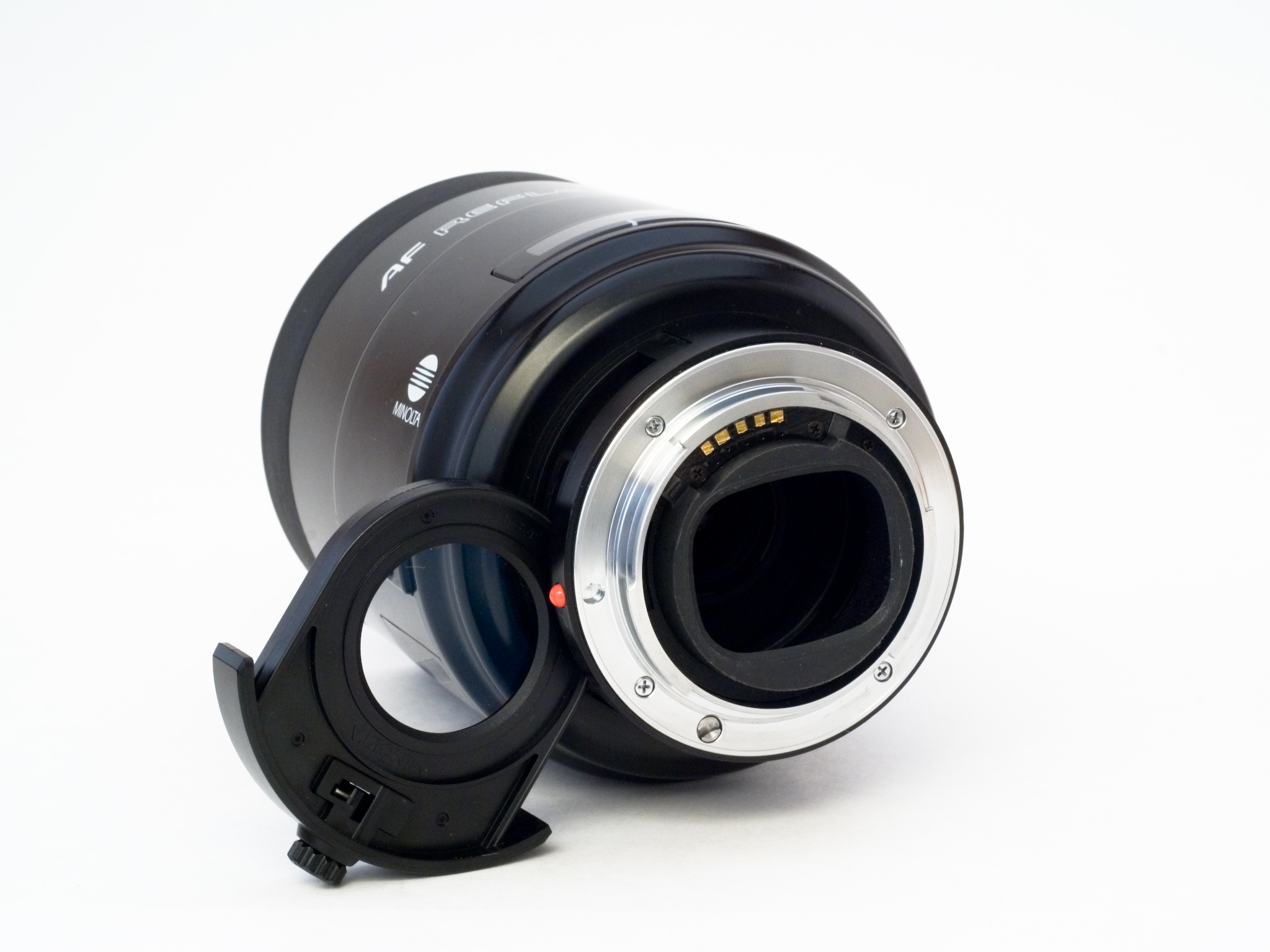
AFレフレックス500mmF8

| 商品名                               | 発売開始年 | レンズ構成                    | 最短撮影距離               | フィルター径              | 特記                                                                                   |
| ------------------------------------ | ---------- | ----------------------------- | -------------------------- | ------------------------- | -------------------------------------------------------------------------------------- |
| AFマクロズーム3×-1×F1.7-2.8セット    | ？         | 5群7枚                        | 0.04 m (× 1) 0.025 m (× 3) | ⌀46 mm                    | マクロレンズ                                                                           |
| AF 16 mm F2.8 フィッシュアイ         | 1986年     | 8群11枚(内一枚特殊フィルター) | 0.2 m                      |                           | フィルター4種内蔵                                                                      |
| AF 20 mm F2.8 ニュー                 | 1993年     | 9群10枚                       | 0.25 m                     | ⌀72 mm                    |                                                                                        |
| AF 20 mm F2.8                        | 1986年     | 9群10枚                       | 0.25 m                     | ⌀72 mm                    |                                                                                        |
| AF 24 mm F2.8 ニュー                 | 1994年     | 8群8枚                        | 0.25 m                     | ⌀55 mm                    |                                                                                        |
| AF 24 mm F2.8                        | 1985年     | 8群8枚                        | 0.25 m                     | ⌀55 mm                    | リアフォーカス採用。花形バヨネットフード採用。                                         |
| AF 28 mm F2 ニュー                   | 1999年     | 9群9枚                        | 0.3 m                      | ⌀55 ｍｍ                  |                                                                                        |
| AF 28 mm F2                          | 1986年     | 9群9枚                        | 0.3 ｍ                     | ⌀55 ｍｍ                  |                                                                                        |
| AF 28 mm F2.8                        | 1985年     | 5群5枚                        | 0.3 ｍ                     | ⌀49 ｍｍ                  | 遮光フード内蔵                                                                         |
| AF 35 mm F1.4G ニュー                | 1998年     | 8群10枚                       | 0.3 ｍ                     | ⌀55 ｍｍ                  |                                                                                        |
| AF 35 mm F1.4                        | 1987年     | 8群10枚                       | 0.3 ｍ                     | ⌀55 ｍｍ                  |                                                                                        |
| AF 35 mm F2 ニュー                   | 1999年     | 6群7枚                        | 0.3 ｍ                     | ⌀55 ｍｍ                  |                                                                                        |
| AF 35 mm F2                          | 1987年     | 6群7枚                        | 0.3 ｍ                     | ⌀55 ｍｍ                  |                                                                                        |
| AF 50 mm F1.4 ニュー                 | 1998年     | 6群7枚                        | 0.45 ｍ                    | ⌀55 ｍｍ                  |                                                                                        |
| AF 50 mm F1.4                        | 1985年     | 6群7枚                        | 0.45 ｍ                    | ⌀49 ｍｍ                  | 遮光フード内蔵                                                                         |
| AF 50 mm F1.7 ニュー                 | 1990年     | 5群6枚                        | 0.45 ｍ                    | ⌀49 ｍｍ                  | 遮光フード内蔵                                                                         |
| AF 50 mm F1.7                        | 1985年     | 5群6枚                        | 0.45 ｍ                    | ⌀49 ｍｍ                  | 遮光フード内蔵                                                                         |
| AFマクロ 50 mm F2.8 (D)              | 2001年     | 6群7枚                        | 0.2 m                      | ⌀55 ｍｍ                  | マクロレンズ、ADI調光対応                                                              |
| AFマクロ 50 mm F2.8 ニュー           | 1993年     | 6群7枚                        | 0.2 m                      | ⌀55 ｍｍ                  | マクロレンズ                                                                           |
| AFマクロ 50 mm F2.8                  | 1985年     | 6群7枚                        | 0.2 m                      | ⌀55 ｍｍ                  | マクロレンズ                                                                           |
| AFマクロ 50 mm F3.5                  | 1994年     | 5群5枚                        | 0.23 m                     | ⌀55 ｍｍ                  | マクロレンズ                                                                           |
| AF 85 mm F1.4 G(D)リミテッド         | 2001年     | 6群7枚                        | 0.85 m                     | ⌀72 mm                    | 限定で700本しか製造されなかったプレミアムモデル                                        |
| AF 85 mm F1.4 G(D)                   | 2000年     | 6群7枚                        | 0.85 m                     | ⌀72 mm                    | ADI調光対応                                                                            |
| AF 85 mm F1.4 Gニュー                | 1993年     | 6群7枚                        | 0.85 m                     | ⌀72 mm                    |                                                                                        |
| AF 85 mm F1.4                        | 1987年     | 6群7枚                        | 0.85 ｍ                    | ⌀72 mm                    |                                                                                        |
| AF 100 mm F2                         | 1987年     | 6群7枚                        | 1 m                        | ⌀55 mm                    |                                                                                        |
| AFソフトフォーカス 100 mm F2.8       | 1994年     | 7群7枚                        | 0.8 m                      | ⌀55 mm                    | 特殊効果レベルが三段階で設定可能                                                       |
| AFマクロ 100 mm F2.8 (D)             | 2000年     | 8群8枚                        | 0.35 m                     | ⌀55 mm                    | マクロレンズ、ADI調光対応                                                              |
| AFマクロ 100 mm F2.8 ニュー          | 1993年     | 8群8枚                        | 0.35 m                     | ⌀55 mm                    | マクロレンズ                                                                           |
| AFマクロ 100 mm F2.8                 | 1986年     | 8群8枚                        | 0.35 m                     | ⌀55 mm                    | マクロレンズ                                                                           |
| AF 135 mm F2.8                       | 1985年     | 5群7枚                        | 1 m                        | ⌀55 mm                    |                                                                                        |
| STF 135 mm F2.8 [T4.5]               | 1999年     | 6群8枚                        | 0.87 m                     | ⌀72 mm                    | APDエレメント1群2枚内蔵で実効絞り数値としてTナンバーが併記。自動絞り9枚 + 手動絞り10枚 |
| ハイスピードAFアポテレ 200 mm F2.8 G | 1988年     | 7群8枚                        | 1.5 m                      | ⌀72 mm                    |                                                                                        |
| AFアポテレ 200 mm F2.8 G             | 1986年     | 7群8枚                        | 1.5 m                      | ⌀72 mm                    |                                                                                        |
| AFアポテレマクロ 200 mm F4 G         | 1999年     | 8群13枚                       | 0.5 m                      | ⌀72 mm                    | マクロレンズ                                                                           |
| AFアポテレ 300 mm F2.8 G(D)SSM       | 2003年     | 12群13枚(内一枚がフィルター)  | 2 m                        | 後差込 ⌀42 mm             | ADI調光対応                                                                            |
| ハイスピードAFアポテレ 300 mm F2.8 G | 1988年     | 12群13枚(内一枚がフィルター)  | 2.5 m                      | 前 ⌀114 mm、後差込 ⌀42 mm |                                                                                        |
| AFアポテレ 300 mm F2.8               | 1985年     | 9群11枚(内一枚がフィルター)   | 2.5 m                      | 前 ⌀114 mm、後差込 ⌀42 mm |                                                                                        |
| ハイスピードAFアポテレ 300 mm F4G    | 1994年     | 7群9枚(内一枚がフィルター)    | 2.5 m                      | 前 ⌀82 mm、後差込 ⌀42 mm  |                                                                                        |
| ハイスピードAFアポテレ 400 mm F4.5 G | 1995年     | 7群9枚(内一枚がフィルター)    | 3 m                        | 前 ⌀95 mm、後差込 ⌀42 mm  |                                                                                        |
| AFレフレックス 500 mm F8             | 1989年     | 5群7枚(内一枚がフィルター)    | 4 m                        | 前 ⌀82 mm、後差込 ⌀42 mm  | 反射望遠レンズとしては唯一のオートフォーカスレンズ                                     |
| ハイスピードAFアポテレ 600 mm F4 G   | 1989年     | 9群10枚(内一枚がフィルター)   | 6 m                        | 後差込 42 mm              |                                                                                        |
| AFアポテレ 600 mm F4                 | 1986年     | 9群10枚(内一枚がフィルター)   | 6 m                        | 後差込 42 mm              |                                                                                        |

| 商品名                                        | 発売開始年     | レンズ構成 | 撮影最短距離 | フィルタ径 | 特記                                                                                          |
| --------------------------------------------- | -------------- | ---------- | ------------ | ---------- | --------------------------------------------------------------------------------------------- |
| DT 11‐18 mm F4.5‐5.6 (D)                      | 2006年         | 12群15枚   | 0.25 m       | ⌀77 mm     | ADI調光対応                                                                                   |
| AFズーム 17‐35 mm F2.8‐4 (D)                  | 2004年         | 11群14枚   | 0.3 m        | ⌀77 mm     | ADI調光対応。 タムロン SP AF17‐35 mm F/2.8‐4 Di LD Aspherical[IF]のOEM製品。                  |
| AFズーム 17‐35 mm F3.5 G                      | 1997年6月      | 12群15枚   | 0.3 m        | ⌀72 mm     | ガラスモールド非球面レンズ1枚、複合非球面レンズ2枚を含む。                                    |
| DT 18‐55 mm F3.5‐5.6 (D)SAM                   | 2005年？       | 7群8枚     | 0.25 m       | ⌀55 mm     | ADI調光対応。SAL1855                                                                          |
| DT 18‐70 mm F3.5‐5.6 (D)SAM                   | 2005年         | 9群11枚    | 0.38 m       | ⌀55 mm     | ADI調光対応。SAL1870                                                                          |
| DT 18‐200 mm F3.5‐6.3 (D)                     | 2005年         | 11群13枚   | 0.45 m       | ⌀62 mm     | ADI調光対応                                                                                   |
| AFズーム 20‐35 mm F3.5‐4.5                    | 1997年11月30日 | 11群13枚   | 0.5 m        | ⌀72 mm     | ガラスモールド非球面レンズ1枚を含む。                                                         |
| AFズーム 24‐50 mm F4 ニュー                   | 1992年         | 7群7枚     | 0.35 m       | ⌀55 mm     |                                                                                               |
| AFズーム 24‐50 mm F4                          | 1987年         | 7群7枚     | 0.35 m       | ⌀55 mm     |                                                                                               |
| AFズーム 24‐85 mm F3.5‐4.5 ニュー             | 1997年6月20日  | 12群14枚   | 0.5 m        | ⌀62 mm     | 光学系は従来を踏襲しつつ絞りを円形に改良。ローレットパターンを変更している。α-807siと同時発売 |
| AFズーム 24‐85 mm F3.5‐4.5                    | 1993年11月     | 12群14枚   | 0.5 m        | ⌀62 mm     | α-707siと同時発売                                                                             |
| AFズーム 24‐105 mm F3.5‐4.5 (D)               | 2000年         | 11群12枚   | 0.5 m        | ⌀62 mm     | ADI調光対応                                                                                   |
| AFズーム 28‐70 mm F2.8 G                      | 1993年         | 11群16枚   | 0.85 m       | ⌀72 mm     |                                                                                               |
| AFズーム 28‐75 mm F2.8 (D)                    | 2004年         | 14群16枚   | 0.33 m       | ⌀67 mm     | ADI調光対応。タムロン SP AF28‐75 mm F/2.8 XR Di LD Aspherical [IF] MACROのOEM製品。           |
| AFズーム 28‐80 mm F4‐5.6 (D)                  | 2001年         | 7群8枚     | 0.4 m        | ⌀55 mm     | ADI調光対応                                                                                   |
| AFズーム 28‐80 mm F4‐5.6 Ⅱ                    | 1997年         | 10群10枚   | 0.38 m       | ⌀62 mm     |                                                                                               |
| AFズーム 28‐80 mm xi F4‐5.6                   | 1993年         | 7群7枚     | 0.38 m       | ⌀55 mm     |                                                                                               |
| AFズーム 28‐85 mm F3.5‐4.5 ニュー             | 1992年         | 10群13枚   | 0.25 m       | ⌀55 mm     |                                                                                               |
| AFズーム 28‐85 mm F3.5‐4.5                    | 1985年         | 10群13枚   | 0.25 m       | ⌀55 mm     |                                                                                               |
| AFズーム 28‐100 mm F3.5‐5.6 (D)               | 2003年         | 8群10枚    | 0.48 m       | ⌀55 mm     | ADI調光対応                                                                                   |
| AFズーム 28‐105 mm F3.5‐4.5 ニュー            | 1997年6月20日  | 10群13枚   | 0.5 m        | ⌀62 mm     | 光学系は従来を踏襲しつつ絞りを円形に改良。ローレットパターンを変更している。α-807siと同時発売 |
| AFズーム 28‐105 mm F3.5‐4.5                   | 1994年         | 10群13枚   | 0.5 m        | ⌀62 mm     |                                                                                               |
| AFズーム 28‐105 mm xi F3.5‐4.5                | 1991年         | 10群13枚   | 0.5 m        | ⌀62 mm     |                                                                                               |
| AFズーム 28‐135 mm F4‐4.5                     | 1985年         | 13群16枚   | 0.25 m       | ⌀72 mm     |                                                                                               |
| AFズーム 35‐70 mm F3.5‐4.5                    | 1993年         | 7群7枚     | 0.5 m        | ⌀49 mm     |                                                                                               |
| AFズーム 35‐70 mm F4                          | 1985年         | 6群6枚     | 0.303 ｍ     | ⌀49 mm     |                                                                                               |
| AFズーム 35‐80 mm F4‐5.6 Ⅱ                    | 1999年         | 8群8枚     | 0.38 m       | ⌀49 mm     |                                                                                               |
| AFズーム 35‐80 mm F4‐5.6 パワーズーム         | 1991年         | 8群8枚     | 0.5 m        | ⌀49 mm     |                                                                                               |
| AFズーム 35‐80 mm F4‐5.6                      | 1988年         | 8群8枚     | 0.5 m        | ⌀46 mm     |                                                                                               |
| AFズーム 35‐105 mm F3.5‐4.5 ニュー            | 1988年         | 10群13枚   | 0.41 m       | ⌀55 mm     |                                                                                               |
| AFズーム 35‐105 mm F3.5‐4.5                   | 1988年         | 12群14枚   | 0.402 m      | ⌀55 mm     |                                                                                               |
| AFズーム 35‐200 mm xi F4.5‐5.6                | 1991年         | 15群17枚   | 0.5 m        | ⌀62 mm     |                                                                                               |
| AFアポテレズーム 70‐200 mm F2.8 G(D)SSM       | 2003年         | 16群19枚   | 1.2 m        | ⌀77 mm     |                                                                                               |
| AFズーム 70‐210 F4.5‐5.6 II                   | 1999年         | 10群10枚   | 1.1 m        | ⌀49 mm     |                                                                                               |
| AFズーム 70‐210 F4.5‐5.6                      | 1993年         | 10群10枚   | 1.1 m        | ⌀49 mm     |                                                                                               |
| AFズーム 70‐210 mm F3.5‐4.5                   | 1988年         | 12群12枚   | 1.1 m        | ⌀55 mm     |                                                                                               |
| AFズーム 70‐210 mm F4                         | 1985年         | 9群12枚    | 1.1 m        | ⌀55 mm     |                                                                                               |
| AFズーム 75‐300 mm F4.5‐5.6 (D)               | 2001年         | 10群13枚   | 1.5 m        | ⌀55 mm     | ADI調光対応                                                                                   |
| AFズーム 75‐300 mm F4.5‐5.6 Ⅱ                 | 1999年         | 10群13枚   | 1.5 m        | ⌀55 mm     |                                                                                               |
| AFズーム 75‐300 mm F4.5‐5.6 ニュー            | 1995年         | 10群13枚   | 1.5 m        | ⌀55 mm     |                                                                                               |
| AFズーム 75‐300 mm F4.5‐5.6                   | 1986年         | 11群13枚   | 1.5 m        | ⌀55 mm     |                                                                                               |
| ハイスピードAFアポテレズーム 80‐200 mm F2.8 G | 1993年         | 13群16枚   | 1.8 m        | ⌀72 mm     |                                                                                               |
| AFズーム 80‐200 mm F2.8 APO                   | 1987年         | 13群16枚   | 1.8 m        | ⌀72 mm     |                                                                                               |
| AFズーム 80‐200 mm xi F4.5‐5.6                | 1991年         | 9群9枚     | 1.5 m        | ⌀55 mm     |                                                                                               |
| AFズーム 80‐200 mm F4.5‐5.6                   | 1988年         | 9群9枚     | 1.5 m        | ⌀46 mm     |                                                                                               |
| AFズーム 100‐200 mm F4.5                      | 1987年         | 7群8枚     | 1.9 m        | ⌀49 mm     |                                                                                               |
| AFアポテレズーム 100‐300 mm F4.5‐5.6 (D)      | 2000年         | 10群11枚   | 1.5 m        | ⌀55 mm     | ADI調光対応                                                                                   |
| AFアポテレズーム 100‐300 mm F4.5‐5.6          | 1993年         | 10群11枚   | 1.5 m        | ⌀55 mm     |                                                                                               |
| AFズーム 100‐300 mm xi F4.5‐5.6               | 1991年         | 9群11枚    | 1.5 m        | ⌀55 mm     |                                                                                               |
| AFズーム 100‐300 mm F4.5‐5.6                  | 1988年         | 9群11枚    | 1.5 m        | ⌀55 mm     |                                                                                               |
| AFアポテレズーム 100‐400 mm F4.5‐6.7          | 1995年         | 11群14枚   | 2 m          | ⌀72 mm     |                                                                                               |

## ソニー・αシリーズ / Aマウント カメラ

### 概要
2006年3月のコニカミノルタによるカメラ事業撤退に伴い、αマウントシステムをはじめとしたデジタル一眼レフカメラ関連事業が一括してソニーへと譲渡された。旧ミノルタ時代のαシリーズは海外では別のブランドで展開してきていた（前述）が、ソニーは世界中でαブランドに統一して使用している。
ソニーに旧コニカ・旧ミノルタの技術者もその多くが吸収雇用されており、それぞれが培ってきた一眼レフカメラの技術や光学テクノロジーをベースにCCDイメージセンサの開発やサイバーショットの画像エンジンなどのソニーの技術を活かしたシステムとなっている。特にコニカミノルタ時代には自社技術として持ち得なかった半導体技術を、ソニーから大幅に取り入れられたことで、デジタルカメラとして大きく進歩した部分があるという。保有するカメラ関連事業の特許については引き続きコニカミノルタが保有し、ソニーに許諾する形となっている。
イメージカラーは鮮やかなオレンジのシナバー（辰砂色）が採用され、ロゴはもちろんボディのマウント部分やレンズのマウント、パッケージにもこの色が使用されている。ボディやボディキャップのロゴも黒に統一され、パッケージは真っ黒の地にオレンジのラインが入った箱が採用されている。2009年までに発売されたモデルについては、光学ファインダーを搭載していたが、2010年以降に発売されたモデルについては、トランスルーセント・ミラーテクノロジーを搭載し、電子ビューファインダー（EVF)を搭載している。
日本向けモデルの型番（NEXシリーズ以外）は、光学ファインダー搭載機種はDSLR-Axxxαβ、トランスルーセント・ミラーテクノロジー搭載機種はSLT-Axxxαβ、2014年6月発売のソニーα77 IIからはILCA-xxxαβで構成される（製品名の「ソニーα」を「DSLR-A」・「SLT-A」・「ILCA-」に読み替えればよい）。「ILCA」は「Interchangeable Lens Camera / A-mount」の略である。型番のαにはGPS搭載機はサイバーショットの型番と同様に「V」が、βにはズームレンズキットには「K」「L」「Q」、ダブルズームレンズキットには「W」「Y」、高倍率ズームレンズキットには「H」、DT16-105レンズキットには「P」が付く。また、日本国内向け機種では、海外での使用は考慮されておらずメニュー表示も日本語のみとなっている。

### 互換性
基本的にミノルタ・コニカミノルタが発売していたαシステム用のアクセサリーの多くはソニーαで利用できる。ストロボはHS(D)シリーズのみ、全ての機能が使える（ADI調光・ストロボオートズーム・ハイスピードシンクロ・AF補助光等）。それ以前の製品ではズーム機能は使用できず最大光度の発光のみ、またはアダプターを経由しての最大発光のみをサポートする。アンダー・オーバーが発生するのでカメラ本体ないしストロボ側のいずれかが露光補正を必要とする。リモートストロボ対応機種はリモート時カメラから情報を受け取らないので制約はない。マルチインターフェースシュー搭載モデルでは、αシリーズではなくハンディカムシリーズに準じた扱いになる（α99ではオートロックシューアダプターが付属する）。
ミノルタ・コニカミノルタ製のレンズはAPS-C専用か否かを注意すればそのまま使える。距離エンコーダー内蔵レンズではADI調光が利用できる。レンズ側ピン数とボディ側ピン数を揃える必要はない。キヤノン製品のように変換アダプターを介する必要もなくレンズをボディに直接装着できる（足りない接続端子は無視される）。半導体センサーの表面反射率は銀塩フィルムより大きくミラーボックス内で乱反射を起こすため、視野外から入射した太陽光などがゴースト・フレアとして現れることがある。本体モーター駆動タイプのレンズはDMFモードでダイレクトマニュアルフォーカスが使用できる。電動AFモーター(SAM, SSM)は自動的に認識され、本体モーターが停止する。オートフォーカスはF8まで対応する。それを超える場合、STFレンズ、等倍以上の倍率でのマクロ撮影、レンズや本体と電気的に接続されていないコンバージョンレンズやエクステンダー使用時にはマニュアルフォーカスとなる。JPEG撮影時レンズ補正機能、デュアルAF機能は、ソニーαレンズのみ機能する。
サードパーティ製レンズも使用できるが、前述のADI調光に必要な距離エンコーダーを搭載していないレンズではP-TTL調光しか使えない。AUTO露光モードは都度手動で切り替えない限りADI調光に必ずリセットされる。プログラムモードでは設定は維持される。またAF微調整において、サードパーティ製レンズは最も特性の近いレンズのIDを割り当てているため、サードパーティ製レンズと純正レンズを同時にAF微調整すると誤動作が起きることがある。例として、AF 28‐100 mm F3.5‐5.6とSIGMA HYPERZOOM LD 28‐200 mm F3.5‐5.6は同じIDが割り当てられており、どちらかで微調整すると両方とも調整後のピント位置になる。タムロン・Diシリーズ、シグマ・DC/DGシリーズは、αシリーズで未使用の128番が割り当てられており、純正レンズに誤動作をもたらすことはない。

### 光学ファインダー搭載ソニーαシリーズ

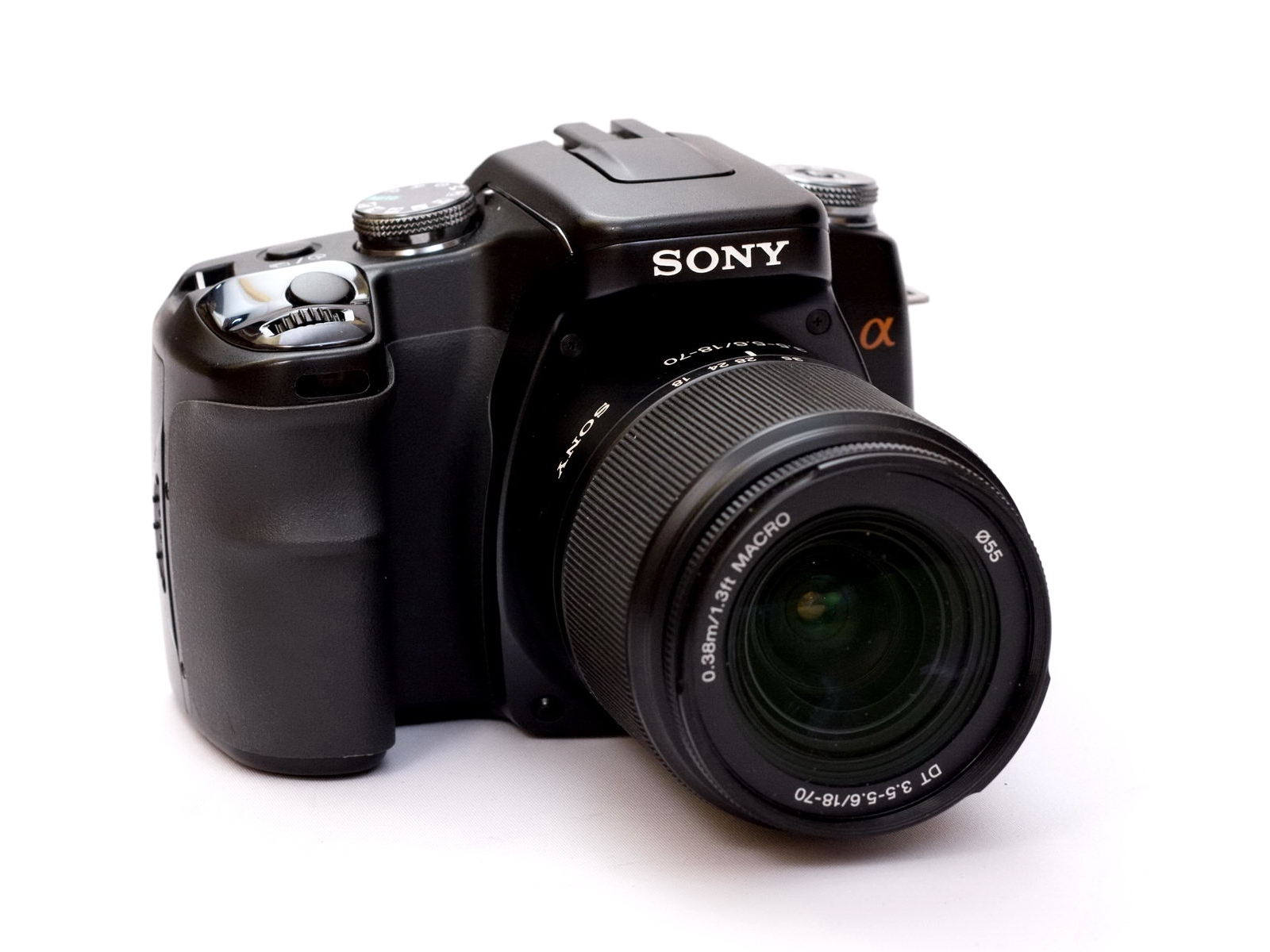
α100

- α100（2006年6月9日発売） - コニカミノルタ時代のαSweet DIGITALの後継機でソニーαの第一弾となるモデルである。CCDは1020万画素のAPS-CサイズスーパーHAD。コニカミノルタの技術が大幅に受け継がれており、メニューなどはほぼαSweet DIGITALと同一のものが搭載されている。また、コニカミノルタが開発したCCDシフト方式の手ぶれ補正機構をボディに内蔵しており、すべてのレンズで手ぶれ補正機構の恩恵を受けられる。またローパスフィルターに静電気対策を施したコーティングを行った上で、手ぶれ補正機構を動作させることによって埃を落とすという「アンチダストシステム」も実現させている。このほこり対策はペンタックスも同様の機構を搭載して追随している[注釈 12]。

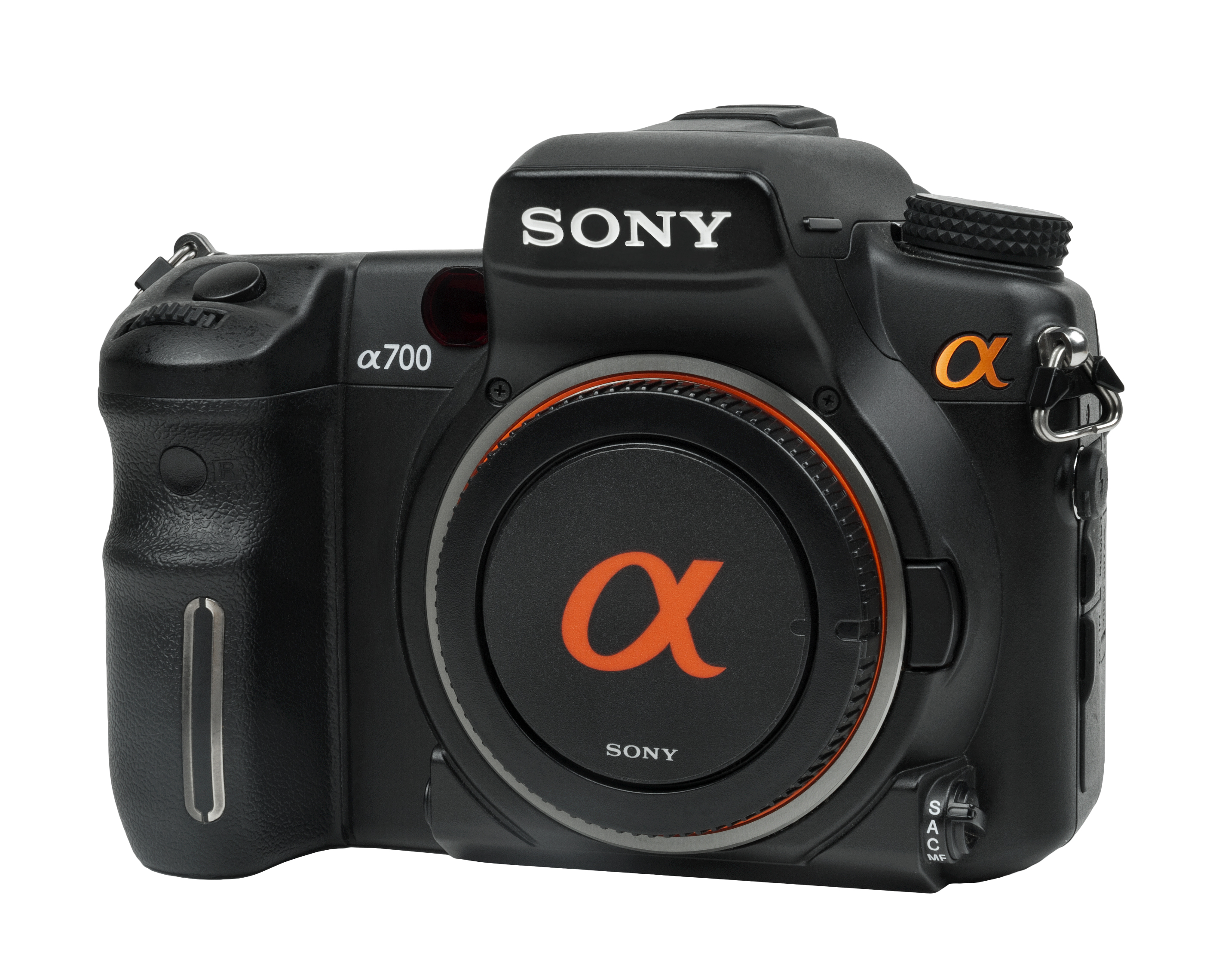
α700

- α700（2007年11月9日発売） - APS-Cサイズ、1224万画素CMOSセンサー「Exmor」を搭載した。前機種のソニーα100が入門機だったのに対しハイアマチュア機と位置づけられ、コニカミノルタα-7DIGITALの後継機といえる。ノイズ軽減、マルチポイント位相差AFによる高精度・高速オートフォーカス機能を搭載。CMOSシフト方式の手ぶれ補正機構、アンチダスト機能を採用し、ミノルタ/コニカミノルタ製αレンズでも問題なく動作する。防塵防滴モデルである。画像処理エンジン「BIONZ」も新開発の物に変わり、Dレンジオプティマイザーの改良も施した。またデジタル一眼レフカメラとしては初めてとなる16:9サイズでの撮影が可能となり、HDMI端子を搭載することでソニー製液晶テレビBRAVIAとの連携も可能とした。シャッター音もソニーのオーディオ事業部とのコラボレーションによるものとなった。メニューは刷新されDSC-D770 Cyber-shot Proベースの物が使われている（下位機種も同様）。2009年7月14日、生産完了を発表。

- α200（2008年2月15日発売） - ソニーα100の後継機。ソニーα700と同等のシステムを一部使用しているため、オートフォーカス速度や手ぶれ補正機構、ノイズ、メニューの操作性、ISO値等を改善しながらも低価格に抑えている。CCDは1020万画素のAPS-CサイズスーパーHAD。USBを使いソニー製液晶テレビに接続できる「ブラビア プレミアムフォト」にも対応している。

- α350（2008年3月7日発売） - 入門機。外観はソニーα200と非常に似ており一部スペックも同じだが、ライブビューを搭載し、背面モニターの向きを上下に振れるのが特徴である。他社のライブビューと違い専用のCCDを搭載しており従来通りのオートフォーカスシステムを使用できる上、撮影時以外でミラーを上げる必要がないため、光学ファインダーを覗いた時と同じタイミングで撮影することが可能である。CCDは1420万画素のAPS-CサイズスーパーHAD。その他のソニーα200との違いとして、連写速度がソニーα200の秒3コマに対し光学時秒2.5コマ、ライブビュー時秒2コマということが挙げられる。2008年5月にソニースタイルで限定200台のレンズキットモデルのカラーバリエーション、シルキーゴールドが発売された。レンズキットに含まれる標準レンズも同色に合わせられる。

- α300（2008年7月7日日本発売）  - ソニーα200にライブビューを搭載したモデル。発表当初は日本国内では市場に投入されなかった。CCDは1020万画素のAPS-CサイズスーパーHAD。ソニーα350で限定発売されたカラーバリエーション、シルキーゴールドのレンズキットが発売当初から用意された。レンズキットに含まれる標準レンズも同色に合わせられる。

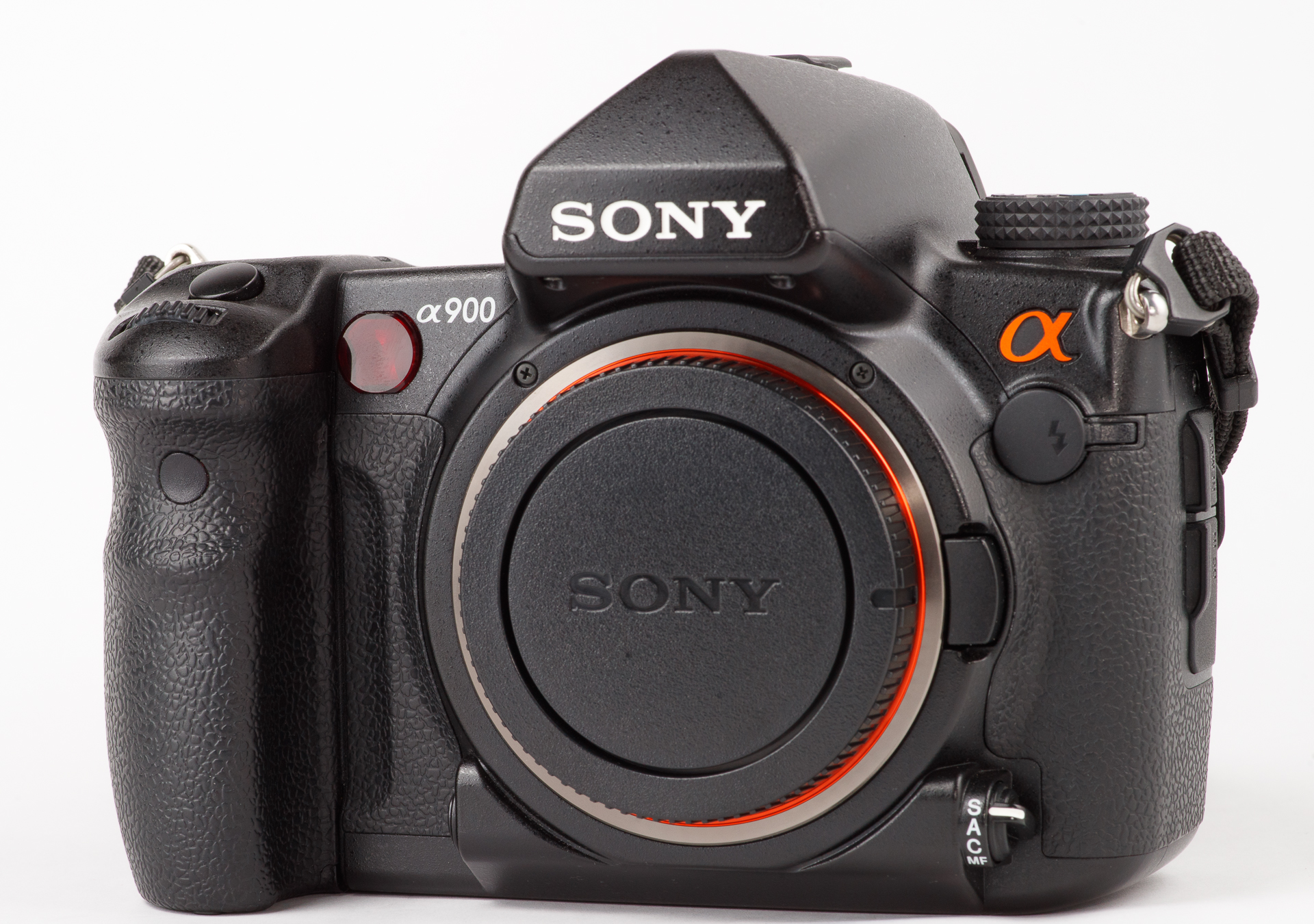
α900

- α900（2008年10月23日発売） - 「αの最高峰」の名の下、ハイアマチュア層向けに造られた機体。2007年PMA07にミドルレンジ機（後のソニーα700）と同時にモックアップとして初御目見えしていたが、発表当時は外見と手ぶれ補正機構を搭載すること以外全く不明であったため「イメージセンサーがフルサイズかどうか？」という話題が持ちきりだった[要出典]。そして噂通り2008年PMA08で35 mmフルサイズ] 2481万画素（有効2460万画素）CMOSセンサー「Exmor」を採用し、2008年中に発売すると表明。9月10日には正式にDSLR-A900として発表された。ファインダー視野率約100 %の達成と倍率約0.74倍を実現する大型ガラスペンタプリズムを採用しているため、ペンタ部分が尖っているのが特徴的である。またαシリーズとしては初めてレンズごとに合焦位置を前後に微調整できる機能や、さまざまな機能の設定効果を撮影前に液晶モニターで確認できるインテリジェントプレビュー機能が搭載されている[注釈 13]。BIONZプロセッサを２個搭載したDual BIONZシステムを採用し、CFカードとメモリースティックDuoを同時に使用可能。cRAW形式で毎秒5コマを2.5秒間撮影可能。後継機は実像ファインダーを備えなかったことから、実質的にα7Digitalの設計を継承する最後のモデルとなる。2011年10月3日に国内向け生産が完了したことを発表。

- α230（2009年6月25日発売） - ソニーα200の後継機。ボディ・レンズともに軽量化が図られており、サイズも一回り小さくなった。記録できるメディアが従来のCFから、SDHC/SDメモリーカードとメモリースティックデュオになった。その他に、グリップの形状や液晶モニターの可動域が大きくなっている。ライブビューは搭載しないが他の2機種と比べファインダーの倍率が高い。液晶モニターは固定。奥行きもソニーα350/ソニーα330より約3.9 mm薄い。明るさセンサーは搭載していない。CCDは1020万画素のAPS-CサイズスーパーHAD。シリーズ中最軽量の機種となっている。

- α330（2009年6月25日発売） - ソニーα300の後継機。ソニーα230と同様、ボディ・レンズの軽量化、メモリーデュオへの対応、グリップの形状やモニターの仕様の変更があった。有効画素数1020万画素のAPS-CサイズCCDセンサーを搭載する。レンズキットにαシリーズとしては初めてノーブルブラウンのカラーバリエーションが追加された。レンズキットに含まれる標準レンズも同色に合わせられる。ソニーα380と異なり、ラバー部分の表面処理がカーボン模様となっている。

- α380（2009年6月25日発売） - ソニーα350の後継機。ソニーα230と同様、ボディ・レンズの軽量化、メモリーデュオへの対応、グリップの形状やモニターの仕様の変更があった。有効画素数1420万画素に引き上げられ、ラバー部分の表面処理が革のような形状になっている以外はソニーα330と同様。

- α500（日本未発売） - 有効画素数1230万画素のAPS-Cサイズ「Exmor」CMOSセンサーを採用。背中面の液晶モニターは上下可動式の3型。デザインはソニーα300を踏襲しており、ソニーα330/ソニーα380と違い従来通りのグリップとなっている。他の第3世代と同様にメモリースティックデュオとSDHC/SDメモリーカードの両対応となっている。

- α550（2009年9月29日発売） - ソニーα380などの上位機種として位置づけられる。販売中のAPS-Cサイズのモデルの中では最高機種となっており、1420万画素「Exmor」CMOSセンサー、「BIONZ」画像処理エンジンを搭載し、ノイズ低減を図りISO12800まで対応した。HDR画像を自動で撮影・合成する「オートHDR」が新たに搭載された。「オートHDR」では、画像のずれ補正にも対応している。写真の暗い部分を自動で補正する「Dレンジオプティマイザー」では、「オート」モードや連写機能が設定された。また、ライブビュー時に画面を拡大してマニュアルフォーカス撮影でピント合わせを補助する「マニュアルフォーカスチェックライブビュー」も新たに搭載された。連写機能については、ファインダー使用時で約5コマ/秒、ライブビュー使用時で約4コマ/秒まで対応し、ピントと露出を1コマ目の設定に固定する「速度優先連続撮影」を新たに搭載して約7コマ/秒まで対応した。液晶は3.0型バリアングル液晶を搭載し、ソニーα380/ソニーα330/ソニーα230と比べて色域・コントラスト・反射防止ともに改善されている。またノイズが低減された。

- α450（日本未発売） - ソニーα550の廉価版。クイックAFライブビューが省略され、LCDが固定になっている。

- α850（日本未発売） - ソニーα900の廉価版。2460万画素フルサイズ「Exmor」CMOS。BIONZプロセッサを1個搭載。
- α560（日本未発売） - ソニーα33と同じセンサーを採用した従来タイプの一眼レフカメラ。

- α580（日本未発売） - ソニーα55と同じセンサーを採用した従来タイプの一眼レフカメラ。

### トランスルーセント・ミラーテクノロジー搭載ソニーαシリーズ

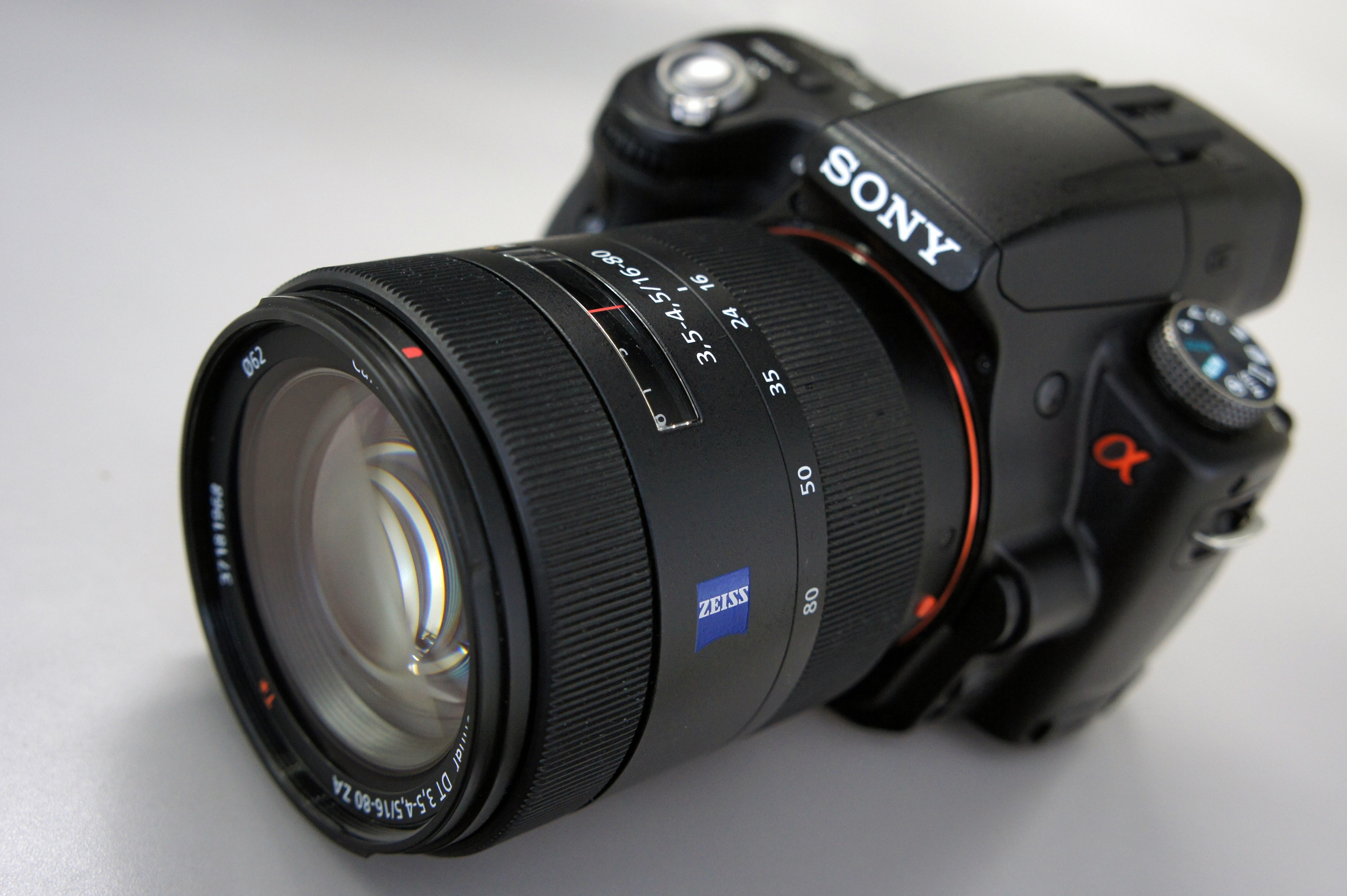
α55

全く新しいコンセプトに基づく新シリーズ。従来のクイックリターンミラーの替わりに、固定式透過ミラーを用いている。これにより、ミラー動作にともなう振動による画質劣化がなくなり、オートフォーカスの追従性の向上や連写機能の高速化が技術的に容易となった。また、光学ファインダーの替わりに電子ビューファインダーを搭載している。そのため、この世代からは「一眼レフカメラ」ではなく、「一眼カメラ」と呼称が変わっている。
トランスルーセントミラーは約1/3段（約20 %）の光の損失があり、面での乱反射が起こることがある。
α55とα33に搭載されたこの技術は、ヨーロッパで権威のある写真・映像関連の賞“TIPA” （Technical Image Press Association）のBEST IMAGING INNOVATION 2011を受賞している。その他に、オペレーティングシステムが第3世代までのμTRONから、Linuxに変更され、BIONZプロセッサが改良がなされている。新型番にはSLT（Single Lens Translucent ）が使われている。
- α55 (SLT-A55V)（2010年8月25日発売） - α のメインストリームに位置づけられ[16]、最大毎秒AF追従10コマという当時の高級機を凌ぐ高速連写機能を中級機以下の価格で実現し、ベストセラーとなった[17]。新開発の有効約1620万画素「Exmor（エクスモア）」APS HD CMOSセンサー、電子ビューファインダー、GPSを搭載。メニューが刷新され、Cyber-shot F828ベースになった。

- α33（2010年8月25日発売） - ソニーα55の廉価版。有効画素数が1420万画素に減少、連写能力が最大毎秒7コマに減少、GPSが省略という違いがある。

- α35（日本未発売） - ソニーα33の後継機種。有効約1620万画素に増加したが、LCDが固定になった。また、最大毎秒7コマの連写は中央800万画素のクロップに限定されている。全画素では最大毎秒5.5コマ。

- α77（2011年10月14日発売） - ソニーα700の後継機種とされるが実際は1年前に発売されたα55のブラッシュアップ機である。最大毎秒12コマの高速連写が可能。新開発の有効約2430万画素「Exmor」APS HD CMOSセンサー、有機ELを採用したファインダー「XGA OLED Tru-Finder（トゥルーファインダー）」を搭載。AVCHD形式の1920×1080ピクセル・60p / 24pのフルハイビジョン動画撮影も可能。

- α65（2012年1月27日発売） - ソニーα77の廉価版。連写能力が最大毎秒10コマに減少、3軸チルト液晶モニターがバリアングルチルト可動式モニターに変更という違いがある。

- α57（2012年4月27日発売） -ソニーα55の後継機。有効約1610万画素。「テレコン連続撮影優先AEモード」時に、最大毎秒約13コマの高速連写が可能(全画素有効時毎秒10コマ)。動画撮影能力はα99と同等。

- α37（2012年6月15日発売） -ソニーα35の後継機。有効約1610万画素。「テレコン連続撮影優先AEモード」時に、最大毎秒約7コマの連写が可能。

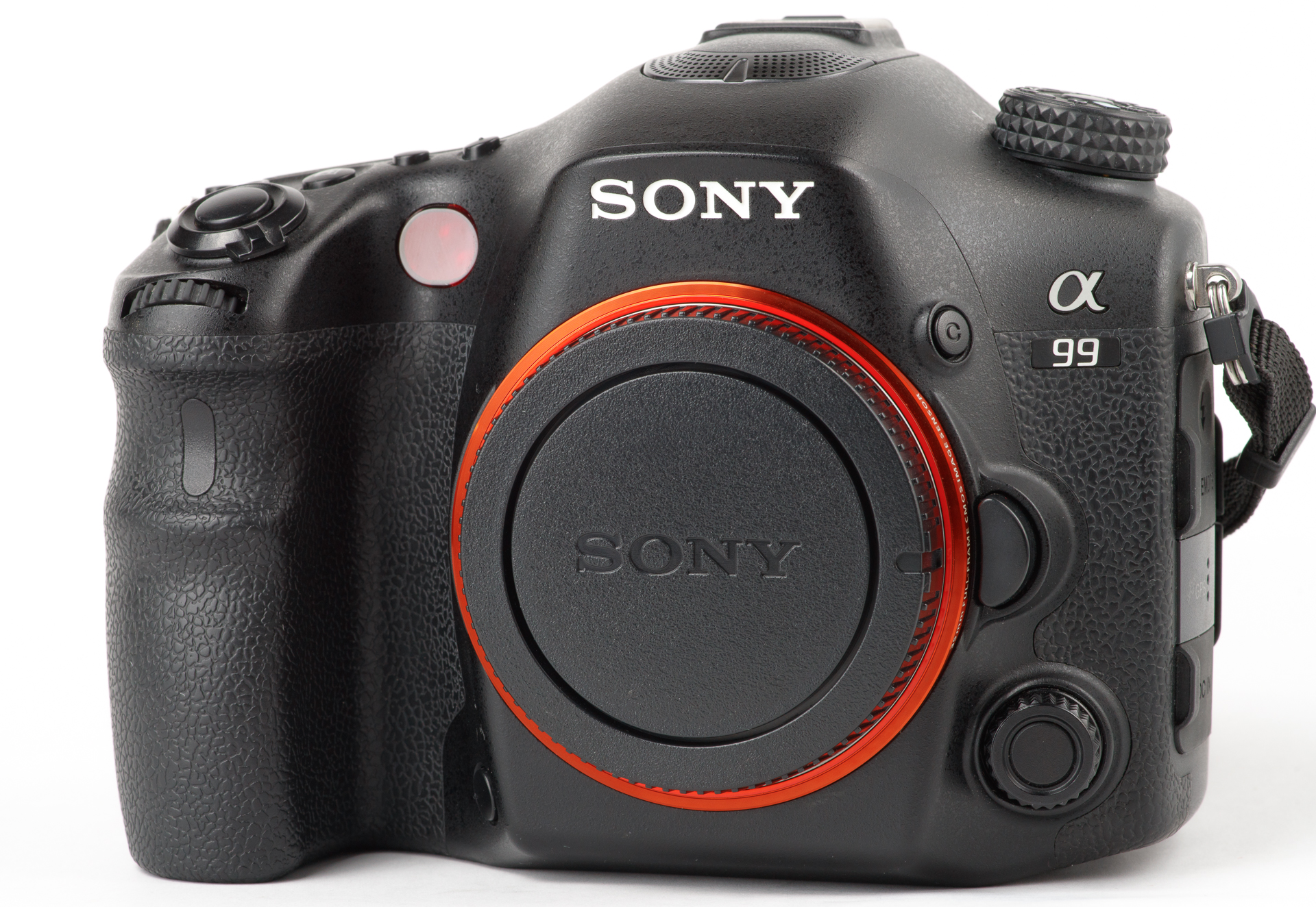
α99

- α99（2012年10月26日発売） - ソニーα900の後継機種だが、Aマウントであること・イメージセンサーのサイズ以外共通点はない。最大毎秒6コマの高速連写が可能（最大連続撮影枚数はα900同様25枚だがSD USH-Iに対応し25枚を超えた後の記録時間の低下は少ない）。新開発の超高感度有効約2430万画素「Exmor」35 mmフルサイズ HD CMOSセンサー（α900に対して集光率1.5倍、ダイナミックレンジ・S/N比率は2倍）、有機ELを採用したファインダー「XGA OLED Tru-Finder（トゥルーファインダー）」、クロスセンサーを11点配置した19点位相差AFセンサーに加え、イメージセンサー上に位相差AFセンサーを埋めこんだ102点像面位相差センサー・デュアルAFを搭載。AVCHD形式の1920×1080・60p / 24pのフルハイビジョン動画撮影も可能（動画撮影中のAFもデュアルAFにより追従し続ける）。アクセサリーシューにハンディカムと共通のマルチインターフェースシューを採用。α57以降削除されたGPS機能が復活。その他、過去モデルに搭載された機能・カメラ内アプリは全て盛り込まれ、デュアルコアBIONZプロセッサに画像処理の前処理を行うフロントエンドLSIを搭載、ノイズリダクション処理等の処理にかかる時間を短縮している。USB端子がサイバーショット時代のmini B端子に戻されている（それまでの最新モデルはmicro USB端子）。データ信号と映像信号は明確に分離され、映像はmini HDMI、データはmini USBで通信を行う(PCに接続する事でリモートコマンダー的な操作やタイムラプス撮影が行える)。HDMI信号はファームウエアアップデートにより常時同時出力が可能となっており、外部のHDMIレコーダー・クリップオンモニターに対応する。オーディオ入出力等は本体側面の端子以外にマルチインターフェースシュー経由で行う事も可能（オートロックシュー変換アダプタ同梱によりミノルタ時代のストロボも装着可）。Aマウントシリーズ最上位モデルとして細部に拘っており、防塵防滴設計、全ての開閉部にヒンジを設けるなど配慮されている。地域によってGPS内蔵モデルSLT-A99V、GPS非搭載モデルSLT-A99の2種類がある。

- α58（2013年8月9日発売） -ソニーα57の後継機。有効約2010万画素、ソニーα65同様の有機ELファインダーを採用や、AF性能など向上したが、連続撮影が約5コマ/秒（テレコン連続撮影優先時最高約8コマ/秒）、液晶画面が2.7インチ46万ドット、マウントのプラスチック素材化、動画撮影機能からプログレッシブ記録が削除されるなど劣化した点も見られる。ソニーα99同様マルチインターフェースシューを採用。

- α77 II（2014年6月6日発売） - ソニーα77の後継機。世界最多となる79点位相差AFセンサーを搭載し、画像処理には従来比で3倍の高速処理を行うBIONZ Xを採用。またAマウント機で初めてNFCとWi-Fiを搭載している。有効約2430万画素「Exmor」APS HD CMOSセンサー、有機ELを採用したファインダー「XGA OLED Tru-Finder（トゥルーファインダー）」を搭載。AVCHD形式の1920×1080・60p / 24pのフルハイビジョン動画撮影も可能。2014年12月のアップデートで、XAVC S記録にも対応した。

- α68（2016年4月発売 日本未発売） - 2015年11月5日に発表されたソニーα65の後継機。但し、2.7インチ46万ドットのチルト液晶や0.39インチ電子ファインダーなど随所の形状にソニーα58の名残も見られる一方、79点位相差AFセンサーを搭載した有効約2400万画素「Exmor」APS HD CMOSセンサーが搭載され、XAVC S記録にも対応したフルハイビジョン動画撮影も可能となっており、さらにはボディ右肩にサブ液晶が搭載されるなどソニーα77 IIに相当するスペックが搭載されている[18]。

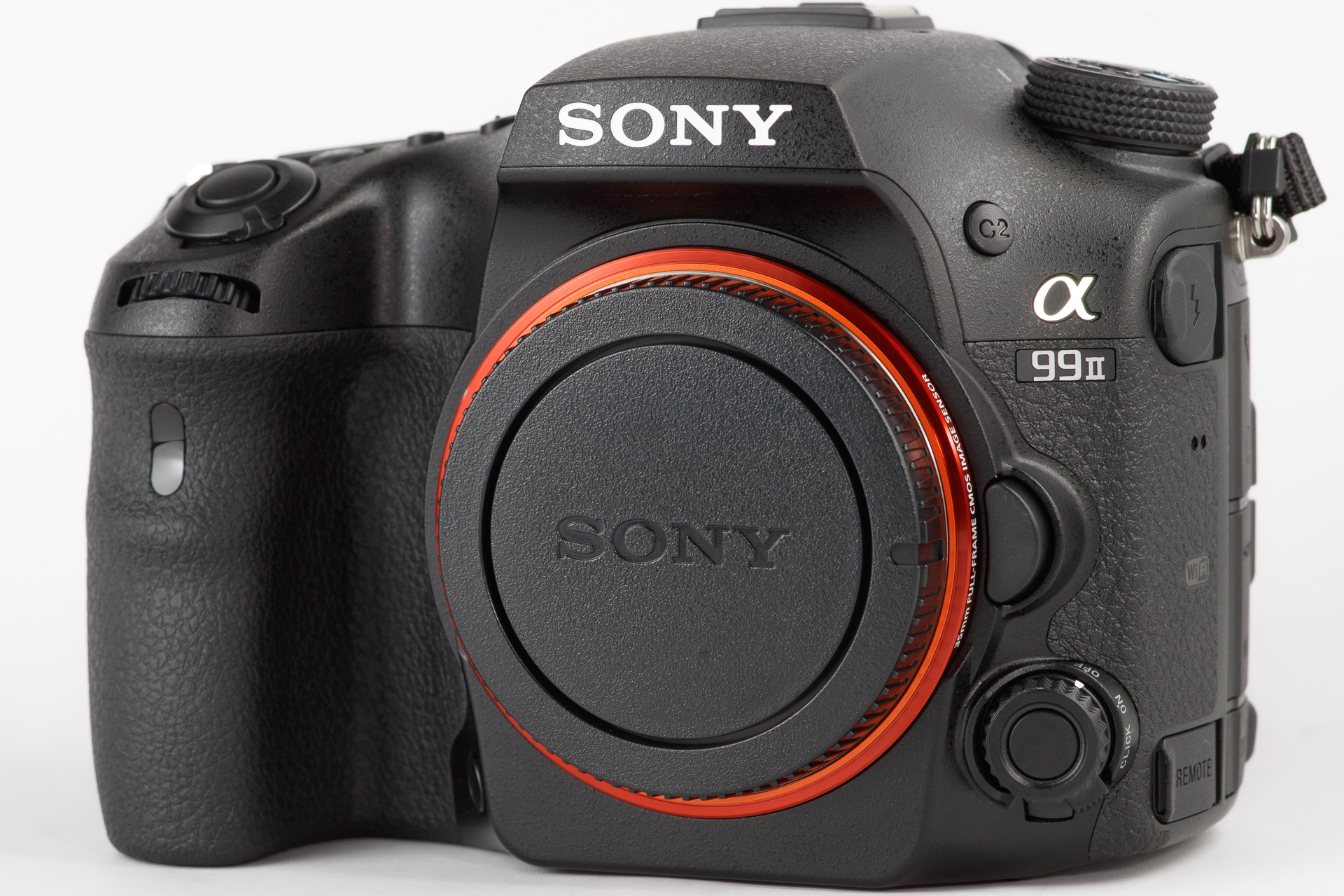
α99Ⅱ

- ソニーα99Ⅱ(2016年11月25日発売) - 2016年9月19日にフォトキナ2016(開催地ドイツ・ケルン)の開催前日、ソニー・カンファレンスにて発表。α７RⅡと同じく、4240万画素・最大ISO102400、裏面照射型フルサイズExmor R CMOSセンサー（ローパスフィルタレス）を搭載。AF/AE追従で12コマ/秒の連写が可能。AF79点で、像面位相差の399点AFセンサーと共同で動作するハイブリッド位相差AF。AFは-4EV対応。5軸手ブレ補正が搭載され、CIPA規格で4.5段分の効果がある。また、縦位置グリップはα77Ⅱ用のVG-C77AMが使用できる。

## ソニー・αシリーズ / Eマウント

### 概要
2010年2月21日にカリフォルニア州アナハイムで開催されたPMA 2010にてEマウントが発表。2010年6月3日に同マウント規格を搭載したミラーレス一眼カメラNEX-3およびNEX-5が発売された。当初はNEXシリーズのマウントとして展開していたEマウントだが、2013年9月のα3000（日本未発売）の発売から、NEXブランドを廃止し、αブランドに統一することになった。2013年11月に、初のフルサイズミラーレスカメラであるα7とα7Rが発売された。
Eマウントカメラは、Aマウントカメラに対してミラーと光学ファインダーを廃して、フランジバックを44.5 mmから18 mm（ = Eighteenの頭文字EがEマウントの由来）に、レンズマウント(内径)を50 mmから46 mmにまで縮めている。フランジバックを短くし、レンズマウントを小さくすることでボディとレンズの小型化を実現した。また、小型でありながらも将来的にフルサイズセンサーの搭載も視野に入れて設計されており、通信プロトコルも映像製作を念頭に考えられた設計がなされ、従来のAマウントレンズとの互換性も考慮された。
Aマウントレンズもマウントアダプター「LA-EA5(円筒型)」、「LA-EA4(フルサイズ対応、トランスルーセントミラー・テクノロジー搭載)」、「LA-EA3(フルサイズ対応)」、「LA-EA2(APS-Cサイズ、トランスルーセントミラー・テクノロジー搭載)」、「LA-EA1(APS-Cサイズ)」を介して使用可能である。
また、通信プロトコルの基本仕様開示には比較的柔軟な姿勢をとっており、申請した法人に対して審査を行いそれに通過した法人に情報開示を行っているのも特徴といえる。その結果、現在までにオートフォーカスに対応するレンズはサードパーティ製を含め100以上となり、AF制御のための電子接点付マウントアダプターを製造する企業も多岐にわたることとなった。ただし、開発が許されるのはレンズとマウントアダプターのみとされ、カメラ側の通信プロトコルの情報開示を行っているわけではない。

### Eマウント APS-Cセンサー機

#### NEXシリーズ

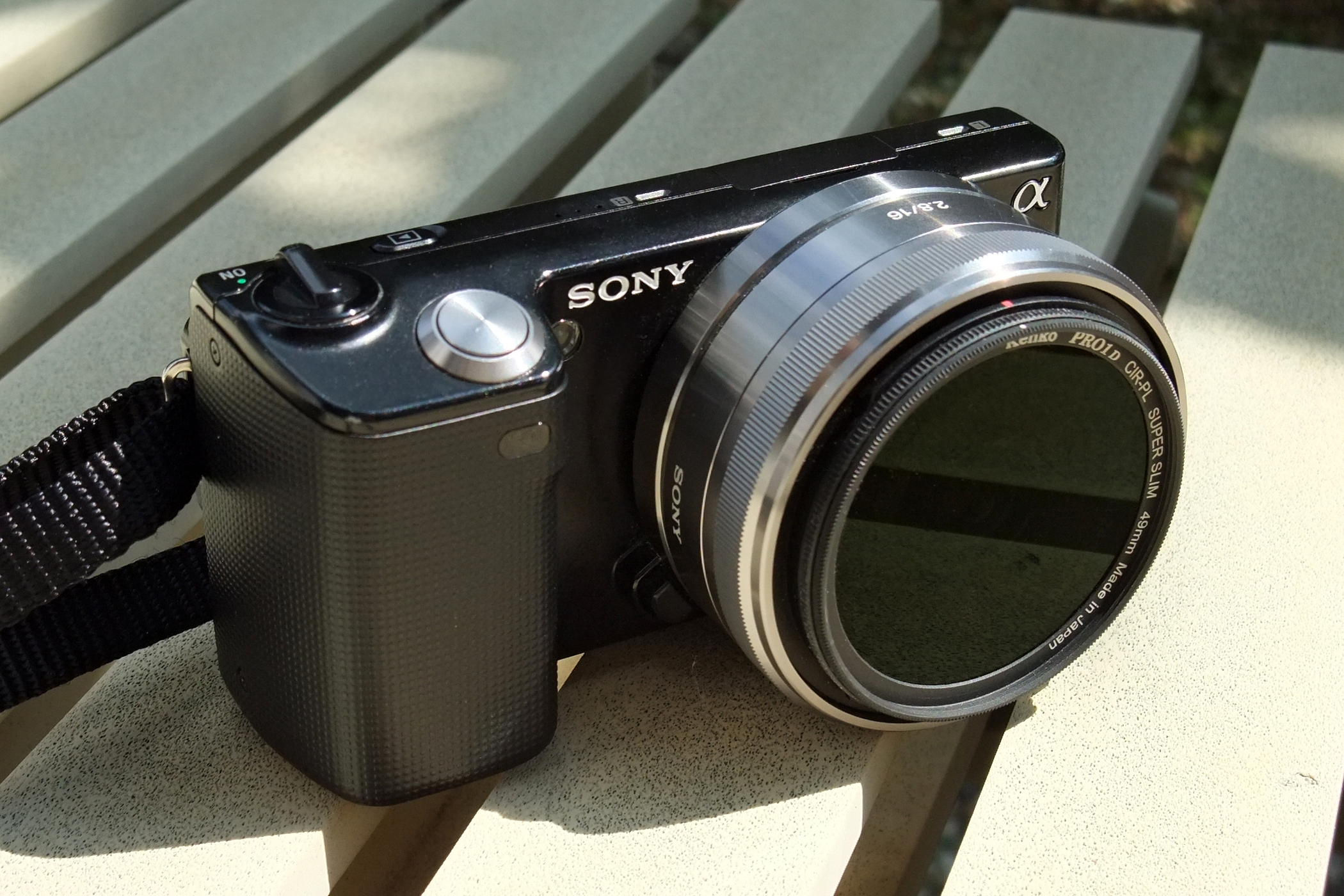
NEX-5

ソニー初のミラーレス一眼カメラ。型番の「NEX」は「New E-mount eXperience」という意味。

#### ILCEシリーズ
2013年9月に、α3000(日本未発売)を皮切りに展開した「α NEX」の後継シリーズ。型番の「ILCE」は「Interchangeable Lens Camera / E-mount」の略である。
α3000シリーズ
- α3000 (ILCE-3000)（2013年9月20日発売、日本未発売） - 2040万画素のExmor APS HD CMOSセンサー（BIONZ）、コントラストAF搭載。ISO感度（静止画）ISO100‐16000、連続撮影速度最高約3.5コマ/秒[25]。
- α3500 (ILCE-3500)（2014年3月24日発表、日本未発売） - 前述のα3000とボディ性能に変更点はなく、主にオーストラリア、メキシコ、ロシア、東ヨーロッパ、中東、アフリカにてバッジネームが変更されたモデル。付属するキットレンズに違いがあり、α3000では18‐55 mm F3.5‐5.6 OSSだったものが、α3500では18‐50 mm F4‐5.6（日本未発売）に差し替えられ、α3000よりも2割ほど廉価な価格構成で展開した[26]。

α5000シリーズ

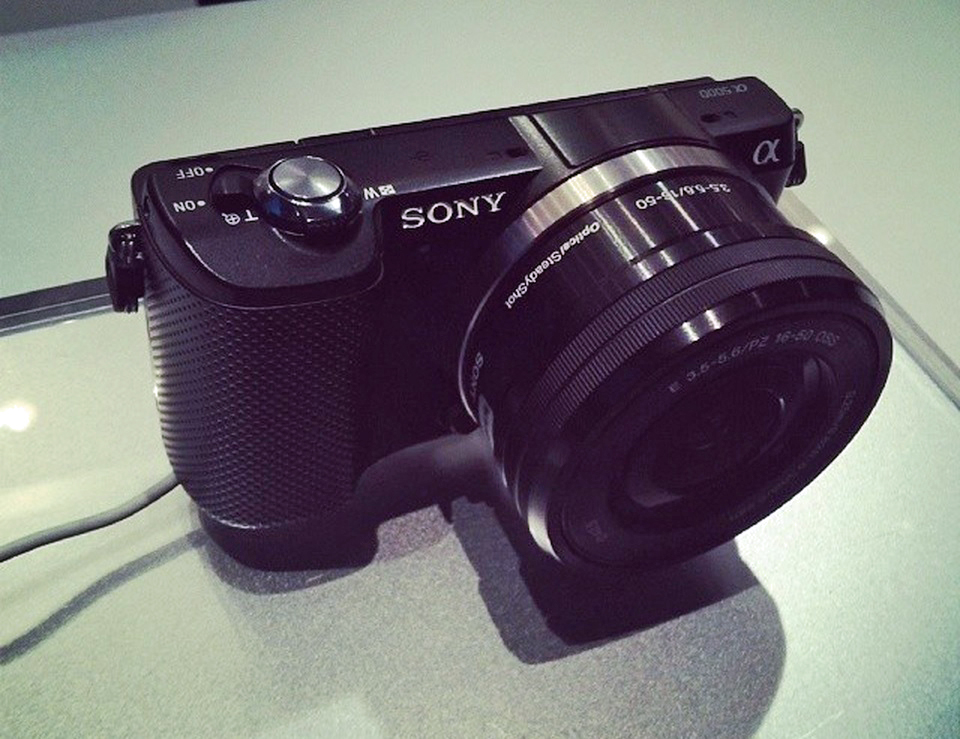
α5000

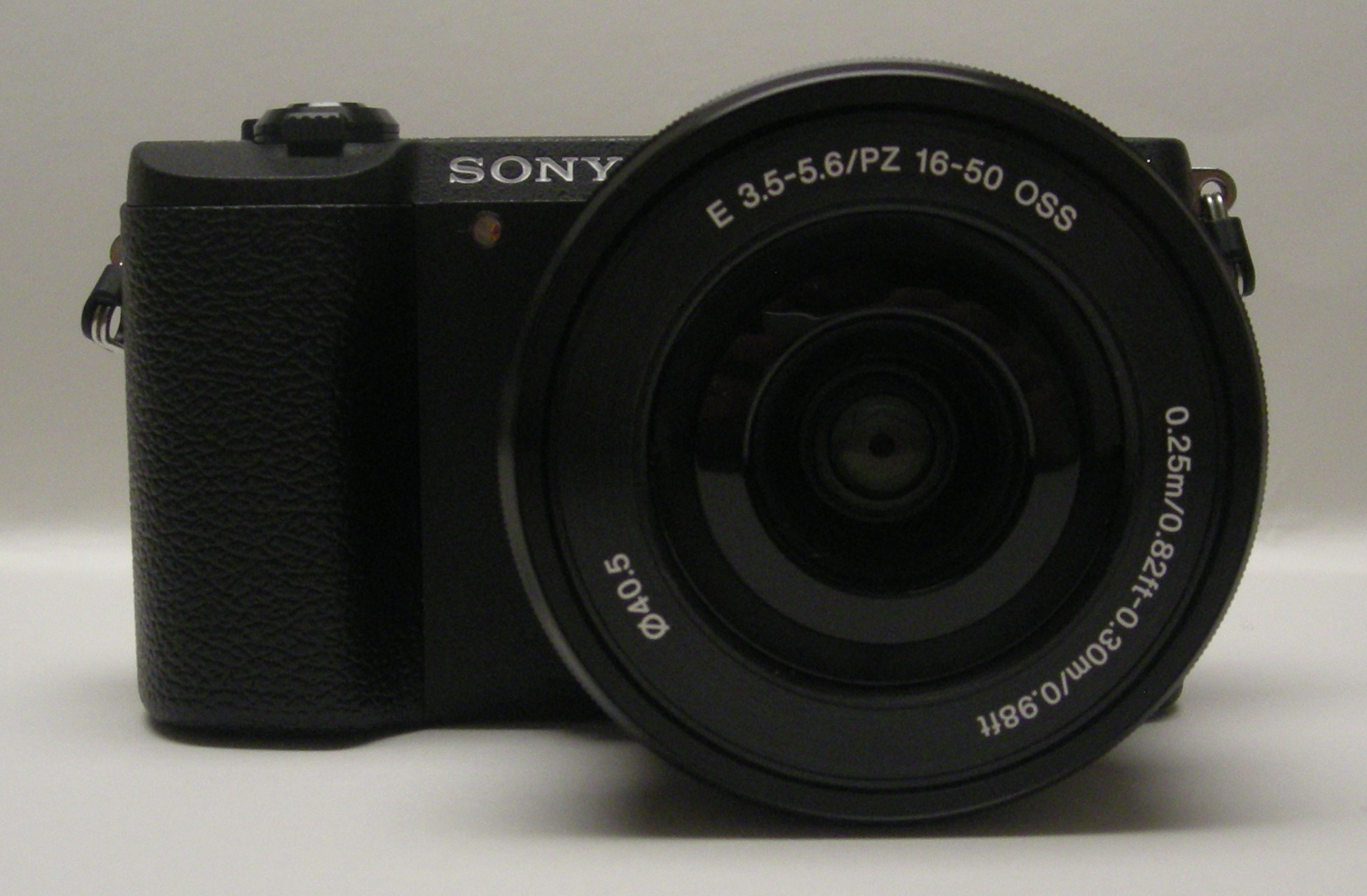
α5100

- α5000 (ILCE-5000)（2014年2月7日発売） - NEX-3Nの後継。2040万画素のExmor APS HD CMOSセンサー、コントラストAF搭載。ISO感度（静止画）ISO100‐16000、連続撮影速度最高約3.5コマ/秒。画像処理エンジンがBIONZ Xになり、ディテールリプロダクション技術によりリアリティが向上した。Wi-Fiに加えNFCも搭載し、PlayMemories Camera Appsにも対応する。
- α5100 (ILCE-5100)（2014年9月5日発売） - NEX-5Tの後継。2430万画素のExmor APS HD CMOSセンサー、α6000同様の179点位相差AFと25点のコントラストAFによるファストハイブリッドAF、ISO感度（静止画）ISO100‐25600、連続撮影速度最高6コマ/秒。モニターは、タッチ対応の180度チルト可動式。動画記録フォーマットは従来のAVCHD、MP4に加えXAVC Sが追加された。PlayMemories Camera Appsにも対応。なお、スマートアクセサリーターミナルか割愛されたため、これによりNEX-5時代から続いたスマートアクセサリーターミナル搭載機が姿を消した。

α6000シリーズ

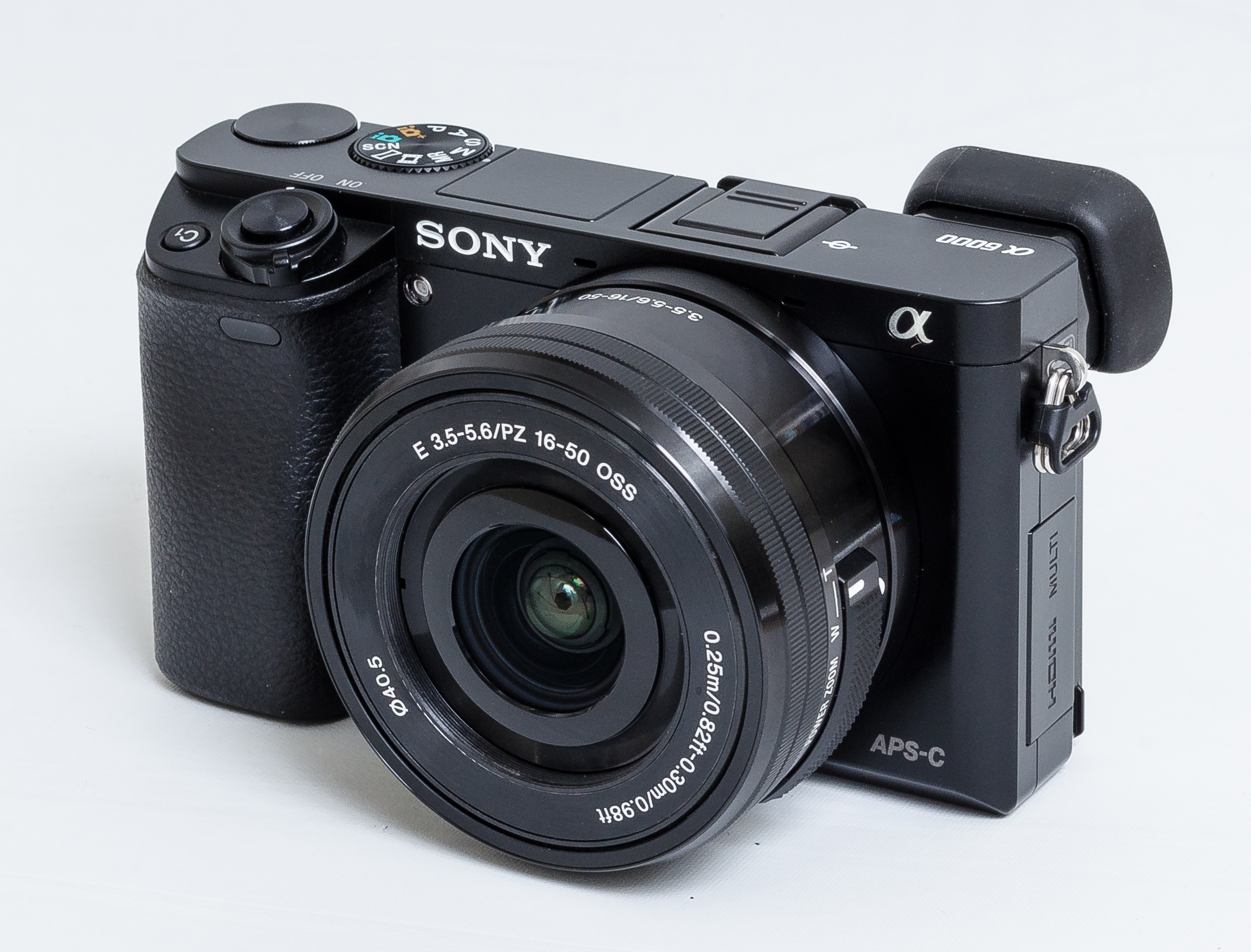
α6000とキットレンズ

- α6000 (ILCE-6000)（2014年3月14日発売） - NEX-6とNEX-7を統合した後継機。2470万画素のExmor APS HD CMOSセンサー。ISO感度は静止画でISO100‐25600（動画はISO100‐12800）、連続撮影速度最高約11コマ/秒。ファストハイブリッドAFの位相差センサーの数もNEX-6の99点から179点に増加し、ほぼ全面で位相差AFが使用可能になったと同時にAF合焦速度0.06秒を誇る。コントロールダイヤルはNEX-7を踏襲しつつ、左側をモード切替ダイヤルに変更。有機ELファインダーも搭載するが、ドット数がNEX-7および6の236万ドット(XGA相当)から144万ドット(SVGA相当)にダウンしている。PlayMemories Camera Appsにも対応。2015年6月16日のファームウェアアップデートで、XAVC S撮影にも対応した。また、2016年12月2日には新色としてグラファイトグレーが追加されている（ボディのみの販売）。
- α6300 (ILCE-6300)（2016年3月11日発売） - α6000の後継かつ上位機種。外観はほぼ継承しているがボディ素材にマグネシウムを採用。新型のExmor APS HD CMOSセンサーやイメージプロセッサが搭載され、ファストハイブリッドAFの位相差センサーの数が179点から425点に増加（コントラスト方式でも25点から169点に増加）、さらにAF合焦速度も0.05秒と世界最速を更新した。ISO感度も静止画・動画共にISO100‐25600となり、静止画の場合は拡張ISO51200まで対応する。動画撮影はXAVC S 4Kが可能となり、最高30p · 100 Mbpsでの4K撮影ができるようになった。そのほかに有機ELファインダーは236万ドットに変更され、電子水準器、サイレントシャッター機能を搭載する。また、静止画撮影における省電力化に成功し、同型のバッテリーを使用しても15 %程度撮影可能枚数が増えるなど細かな改善も見られる。2019年1月生産終了。
- α6500（ILCE-6500）（2016年12月2日発売） - α6300の後継かつ上位機種。EマウントのAPS-Cセンサー搭載機で初めてボディ内蔵手ブレ防止機能を搭載し、5軸手ブレ補正を実現した（マウントアダプターでAマウントレンズ装着時も対応）。使用センサー及び画素数はα6300と同じだが、新しいフロントエンドLSIや大容量バッファメモリの採用で最大307コマまでの連写が可能になった。最高連写速度はHI+ モードで11コマ/秒。4D FOCUSを司る世界最多の425点位相差AFセンサー及びコントラストAFセンサーを画面のほぼ全域に配置し、世界最速0.05秒のAF速度を実現した。また、液晶パネルはα6000シリーズで初めてタッチパネル搭載になり、240万画素のOLED Tru-Finder使用時にドラッグでAFポイントの移動が可能になった。2019年生産終了。
- α6400（ILCE-6400）（2019年2月22日発売）[27] - α6300の後継で、α6500・α6000・α5100は併売。BIONZ Xがα9やα7R IIIと同じ新世代になり、フルサイズαに搭載されている動体予測アルゴリズムを搭載かつ最適化することで、世界最速の0.02秒AFを実現した。AF-Sモード時のAF検出輝度範囲の下限値としてEV-2を実現し、暗いシーンでもフォーカスが合いやすくなった。α9に搭載されているAIによる物体認識を含む最新のアルゴリズムも最適化されて搭載し、リアルタイム瞳AF機能の精度・速度も向上した。6000系では初めて180度チルト可動式液晶モニターを搭載し、α6500同様OLED Tru-Finderでの撮影時のタッチパッド機能も搭載されている。
- α6600（ILCE-6600）（2019年11月1日発売）[28] - α6500の後継で、α6400とα6000は併売。α6400同様、最新世代のBIONZ Xを搭載し、常用ISO感度が100‐32000まで対応可能になった。処理速度も6500に比べ約1.8倍高速化されている。バッテリーがZバッテリーに変更になりEVFで720枚、液晶使用時で810枚のロングバッテリーライフを実現。また、α6000シリーズで初のリアルタイム瞳AFを搭載した（6600は動画撮影時も対応）。α6500が終売となるため、α6000シリーズでは唯一のボディ内手ブレ補正搭載機となる[29]。
- α6100（ILCE-6100）（2019年10月25日発売）[28] - α6000の後継で、11月発売のα6600の下位機。α6400とα6000は併売。α5100は終売[29]となるため、日本でのαのAPS-C機はα6000シリーズのみとなる。α6000と比べ、液晶が180度チルトのタッチ対応モニターになったこと、静止画撮影時のリアルタイム瞳AFに対応したことが大きな違いとなる。2021年12月23日に生産完了[30]。
- α6700（ILCE-6700）（2023年7月28日発売） - 2600万画素の裏面照射型CMOSセンサーを搭載。α6600と比べ、AIプロセッシングユニットを搭載しより高精度な被写体認識が可能になったこと、液晶がバリアングルタッチ対応モニターになったこと、4K 120pハイフレームレート動画記録に対応したことが大きな違いとなる。画像処理エンジンがBIONZ XRになったことで、処理速度も6600に比べ約8倍高速化されており、メニュー画面などが刷新されている。

QXシリーズ(レンズスタイルカメラ)

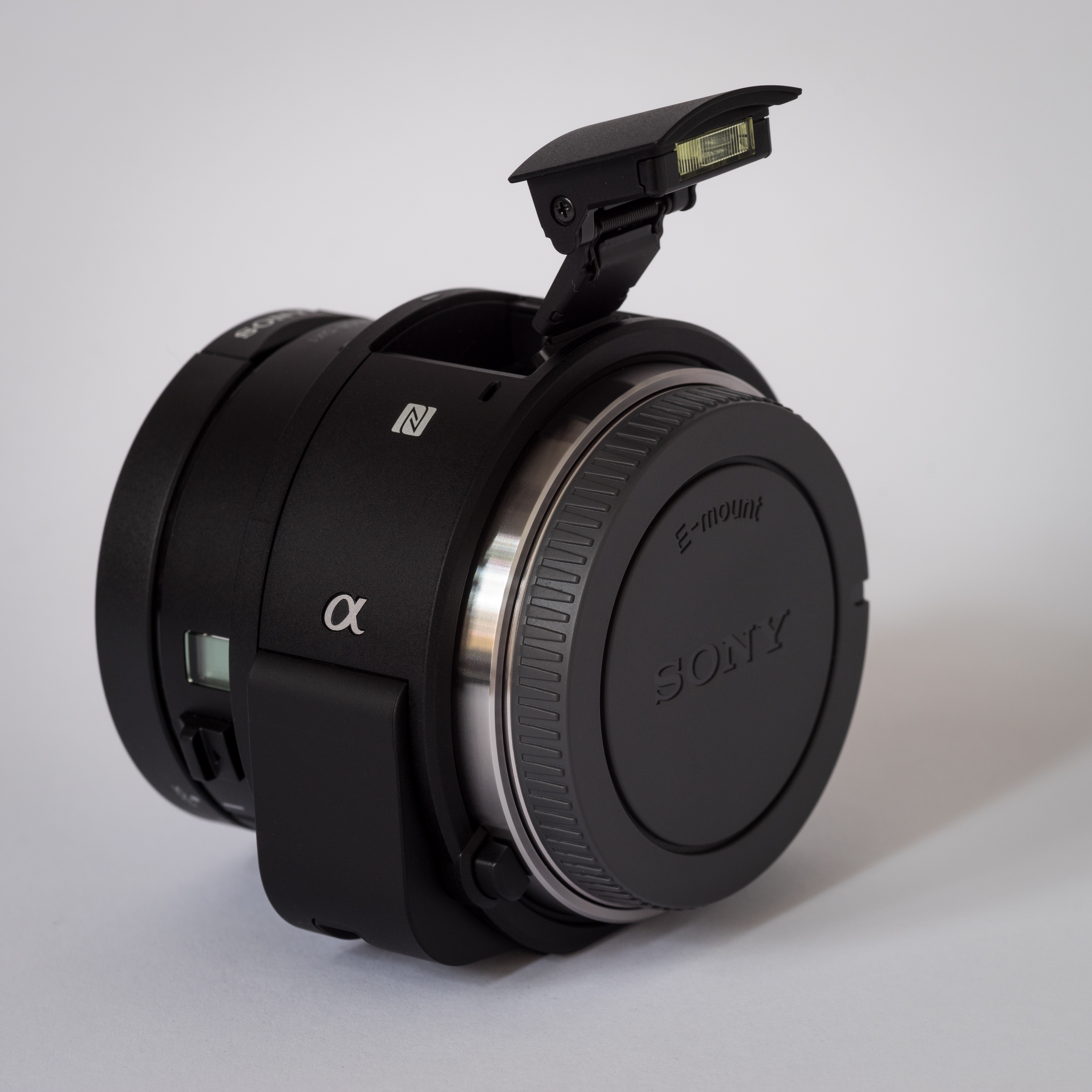
ソニーQX1。上部にポップアップストロボも内蔵する。

- ソニーQX1 (ILCE-QX1)（2014年10月10日発売） - ファインダーや液晶パネルは搭載せずにスマートフォンやタブレットとNFC・Wi-Fi接続して使用する「レンズスタイルカメラ」と共通するコンセプトのモデル。鏡胴には“α”のロゴが印字されている。α3500(日本未発売)同様の2010万画素のExmor APS HD CMOSセンサー、コントラストAF搭載。ISO感度（静止画）ISO100‐16000、連続撮影速度最高約3.5コマ/秒。

#### VLOGCAMシリーズ
- ZV-E10(2023年5月26日) - 「Vlog」用途に特化した「VLOGCAM」シリーズの第二弾である。ファインダーを廃し、バリアングル液晶を搭載。シャッターボタンにあった電源ボタンはスイッチ方式になり本体天面に移動、代わりにズームレバーが採用された。また、動画に特化しているため、指向性3カプセルマイクを搭載、ウインドスクリーンが付属される。初心者でも扱いやすいように「背景ぼけ切り換え」といった機能や、ワンオペでの撮影が行いやすいように「商品レビュー用設定」といった機能もある。[31]

### Eマウント フルサイズセンサー機
2013年10月に、Eマウント搭載のフルサイズ機であるα7およびα7Rが発表され、11月15日から発売された。ミラーレスとしては世界で初めてのフルサイズ機となる。

#### α7シリーズ（標準モデル）

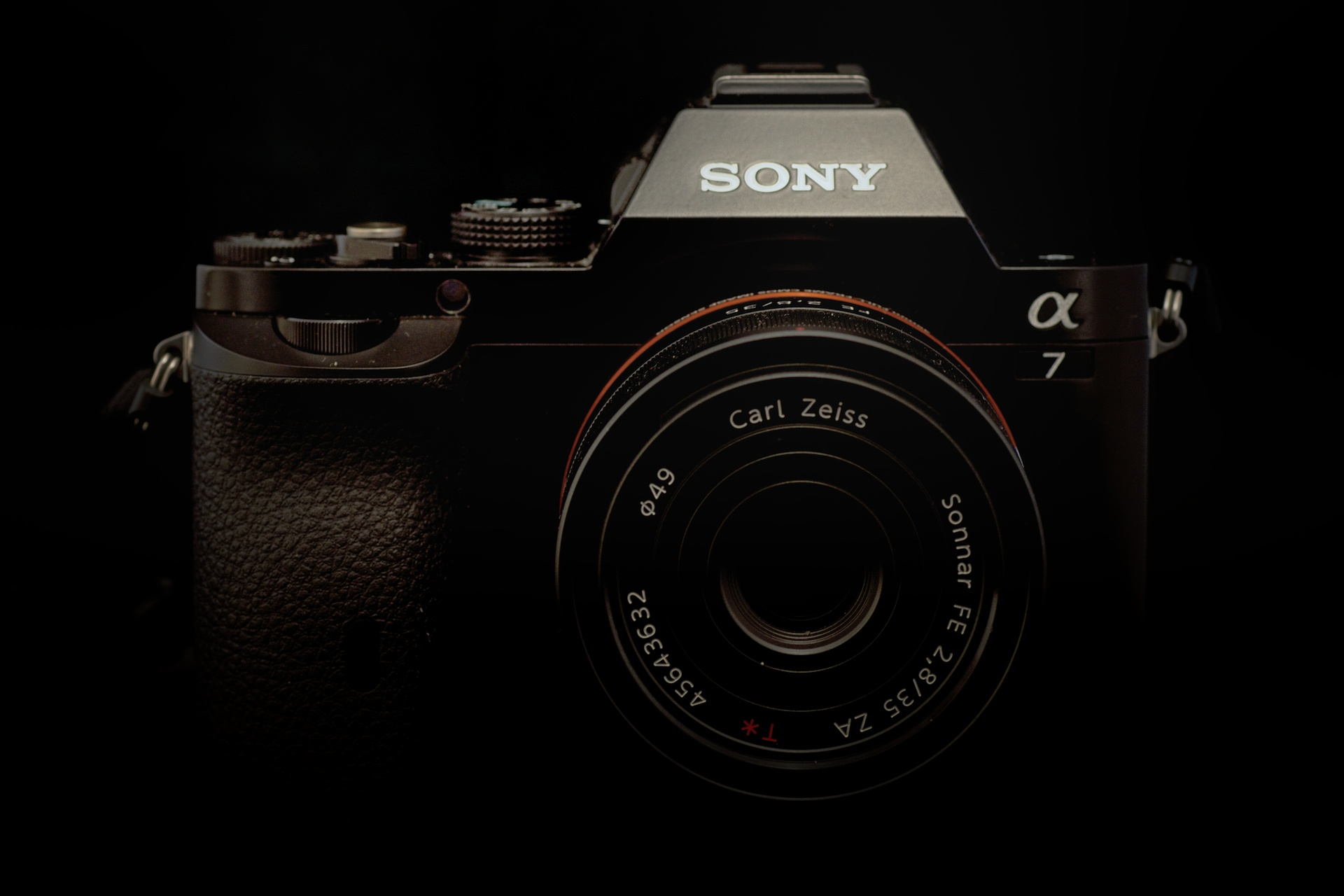
フルサイズEマウント初代α7。装着するレンズはZeiss T* ゾナー 35 mm f/2.8 ZA。

- α7 (ILCE-7)（2013年11月15日発売） - 世界初のフルサイズミラーレスカメラ。有効約2430万画素フルサイズExmor CMOSセンサーを搭載。α99比約3倍高速化されたBIONZ Xを搭載し、位相差AFとコントラストAFを組み合わせたファストハイブリッドAFに対応した。約236万ドットのXGA OLED Tru-Finderを搭載。2020年9月販売終了。
- α7 II (ILCE-7M2)（2014年12月5日発売） - α7の後継機。Eマウント機で初めてかつフルサイズ機では世界初のセンサーシフト式5軸手ブレ補正が搭載され、ほとんどのレンズ（Aマウントアダプタ+Aマウントレンズ使用時も含む）で最高4.5段分の手ブレ補正が使用可能になった。イメージセンサー、画像処理エンジンはα7と同様であるが、α7S同様最大ビットレート50 MbpsでのXAVC SによるフルHD動画記録・フルHDでの非圧縮(4:2:2、8bit)の全画素読出し動画出力に対応。ファストハイブリッドAFも、AFアルゴリズム見直しによりα7に比べて30 %レスポンスが向上した。
- α7 III (ILCE-7M3) (2018年3月23日発売)[33] - α7 IIの後継機 (α7 IIは併売)。センサーシフト式5軸手ブレ補正はα7 IIと比べて0.5段分上昇し、5.0段分の補正効果を実現した。センサーは新開発の有効約2420万画素裏面照射型Exmor R CMOSセンサーと新世代BIONZ Xの組み合わせに変更され、常用ISO感度最高51200にアップ、「4D FOCUS」に対応、瞳AFはAF-Cでも利用可能になった。シャッターユニットが変更されたことによりメカシャッターでのAF/AE追従最高約10コマ/秒の高速連写に対応し、サイレント撮影にも対応した。動画記録では新たに4Kに対応し、HLG（ハイブリッドログガンマ）による4K HDR撮影にも対応した。ファインダーは新たにT*コーティングを採用し映り込みを減らしている。
- α7 IV (ILCE-7M4) (2021年12月17日発売)[34] - α7 IIIの後継機 (α7 IIとα7 IIIも併売)。センサーシフト式5軸手ブレ補正はα7 IIIから更に0.5段分上昇し、約5.5段分の補正効果を実現した。ボディは第四世代となり、新開発の有効約3300万画素の35 mmフルサイズ裏面照射型CMOSイメージセンサーExmor R CMOSを搭載し、α1やα7S IIIに搭載されている従来比最大約8倍の高速処理が可能な画像処理エンジンBIONZ XRが搭載され、露出補正ダイヤルは自由に機能を割り当てられるダイヤルに置き換えられ、静止画/動画/S&Q切り替えダイヤルを新たに搭載。                                                       液晶はバリアングルを採用。また動画はスーパー35 mmで4K · 60pが撮影できるようになり、アクティブモードも搭載。ハイブリッド機として更なる進化を遂げた。

#### α7Rシリーズ（高画素モデル）

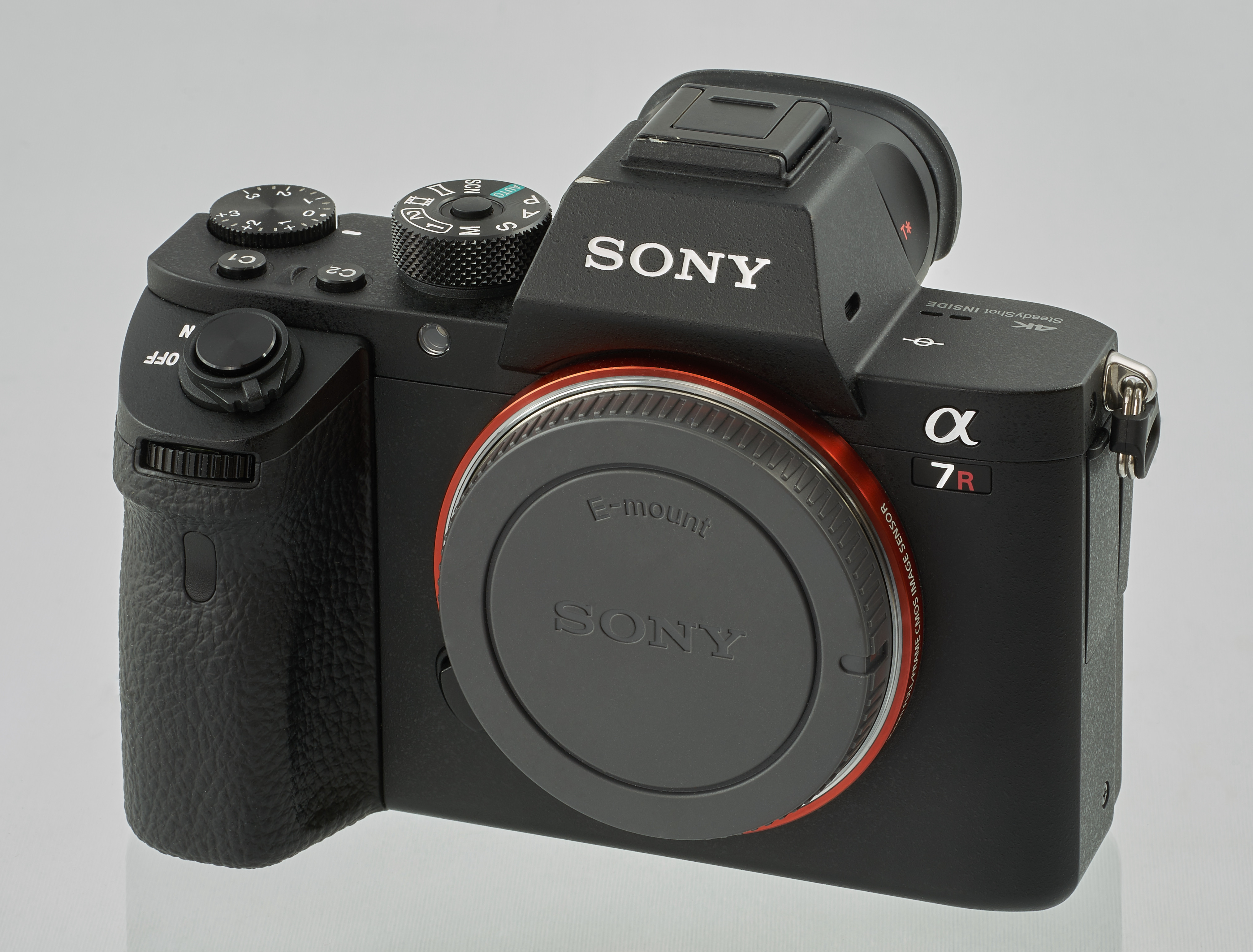
高画素モデルとなるα7RII

- α7R (ILCE-7R)（2013年11月15日発売） - Eマウントのフルサイズ機で、同日発売のα7の派生機、高画素高解像度モデル。"R"はResolutionのRである。有効約3640万画素のフルサイズExmor CMOSセンサー（ローパスフィルタレス）を搭載。NFC・Wi-Fiも搭載し、PlayMemories Camera Appsにも対応する。画像処理には、従来比で3倍の高速処理を行うBIONZ Xを採用した。2017年10月生産終了。

- α7R II (ILCE-7RM2)（2015年8月7日発売） - α7Rの後継機。世界初となる4240万画素・最大ISO102400の裏面照射型フルサイズExmor R CMOSセンサー（ローパスフィルタレス）を搭載。α7 IIと同様にセンサーシフト式5軸手ブレ補正を搭載し、新たに4K · 30p動画撮影がαシリーズ単体でできるようになったほか、α7Sと同様フルHD・4Kで非圧縮(4:2:2、8bit)の全画素読出し動画出力に対応。また、α7Rでは搭載されなかったハイブリッドAFも搭載され、399点の位相差検出AFでα7Rに比べ40 % AFスピードが短縮された。内蔵EVFにはZEISS T*コーティングを施している。2015年10月19日のアップデートでα7S IIと同じく、14ビット非圧縮RAWフォーマット記録に対応した。2016年カメラグランプリ大賞受賞。
- α7R III (ILCE-7RM3)（2017年11月25日発売） - α7R IIの後継機（α7R IIは併売、α7Rは終売）。画像処理システムのBIONZ Xは新世代になり、画像処理をサポートするフロントエンドLSIも搭載したことで広いダイナミックレンジを実現。約4,240万画素に加えシャッターチャージユニットに最新型を採用したことにより、AF/AE追従で最高約10コマ/秒の高速連写（サイレントモード含む）も可能になった。常用感度は最高でISO32000までアップ、使用頻度の高い中感度域では約一段分のノイズ低減を実現。光学式5軸ボディ内手ブレ補正も5.5段になり、フォーカスはα9同様「4D FOCUS」に対応。瞳AFの追従性能も、約2倍に向上した。新たにフリッカーレス撮影に対応。αで唯一手ぶれ補正ユニットを1コマずつシフトさせることにより約1億6960万画素分の膨大な情報から、解像感に優れた1枚の画像を生成することができるピクセルシフトマルチ撮影に対応。動画撮影面では、ソニー製デジタルスチルカメラとして初めて、撮影後にカラーグレーディングを必要としないインスタントHDRワークフローを実現するHLG（ハイブリッドログガンマ）方式による4K HDR撮影に対応した。ファインダーは、α7 IIと比べて最大輝度が約2倍になりファインダー倍率0.78倍を実現したQuad-VGA OLED Tru-Finderを搭載する。USB端子はUSB micro-Bに加え新たにSuperSpeed USB（USB 3.1 Gen1）対応のUSB Type-C端子が追加されている。
- α7R IV(ILCE-7RM4)(2019年9月6日発売)[35] - α7R IIIの後継機（α7R IIおよびα7R IIIは併売）。新開発の有効約6100万画素CMOSイメージセンサーと、最新画像処理エンジンBIONZ XとフロントLSIの組み合わせにより、ピクセルシフトマルチ撮影機能はα7R IIIの4枚から16枚へ画像生成枚数が強化された。ファインダーもα7R III比で約1.6倍・約576万ドットのUXGA OLED Tru-Finderになり、AF/AE追従での最高約10コマ/秒の高速連写に対応。センサー強化でダイナミックレンジは低感度時に約15ストップを実現、常用ISO感度は100から32000まで対応する。マルチインターフェースシューはデジタルオーディオインターフェースが追加され、高音質のデジタル音声をカメラにダイレクトに伝送、録音が可能。無線LANは802.11acに対応したことにより、PC向けImaging Edge 2.0によるPCリモート（テザー）撮影が可能になった。カメラグランプリ2020大賞受賞。
- α7R V(ILCE-7RM5)(2022年11月25日発売)[36] - α7R IVの後継機（α7R IIIおよびα7R IVは併売）。有効約6100万画素CMOSイメージセンサーと、AI処理に特化した新開発のAIプロセッシングユニットを搭載し、高精度な被写体認識（人／動物／鳥／昆虫／車／電車／飛行機）が可能になった。ティルト機構とバリアングル機構を組み合わせた新開発4軸マルチアングル液晶モニターを搭載。ファインダーもα7R IV比で約1.6倍・約944万ドットの OLED Finderになった。AF/AE追従での最高約10コマ/秒の高速連写に対応。5軸ボディ内手ブレ補正も8段になり、一部のレンズを用いることで協調手ぶれ補正にも対応。動画撮影は、は、4:2:0 10bitで約30分の8K · 24p動画に対応。HDMI Type-A端子を搭載。USB PD方式での高速充電に対応した。メモリーカードは新たにCFexpress Type Aに対応し、SDXCカードとCFexpress Type Aに対応したデュアルスロットを搭載した。Rシリーズとしては、はじめてのWebカメラとして使えるUVC/UACに対応した。

#### α7Sシリーズ（高感度モデル）

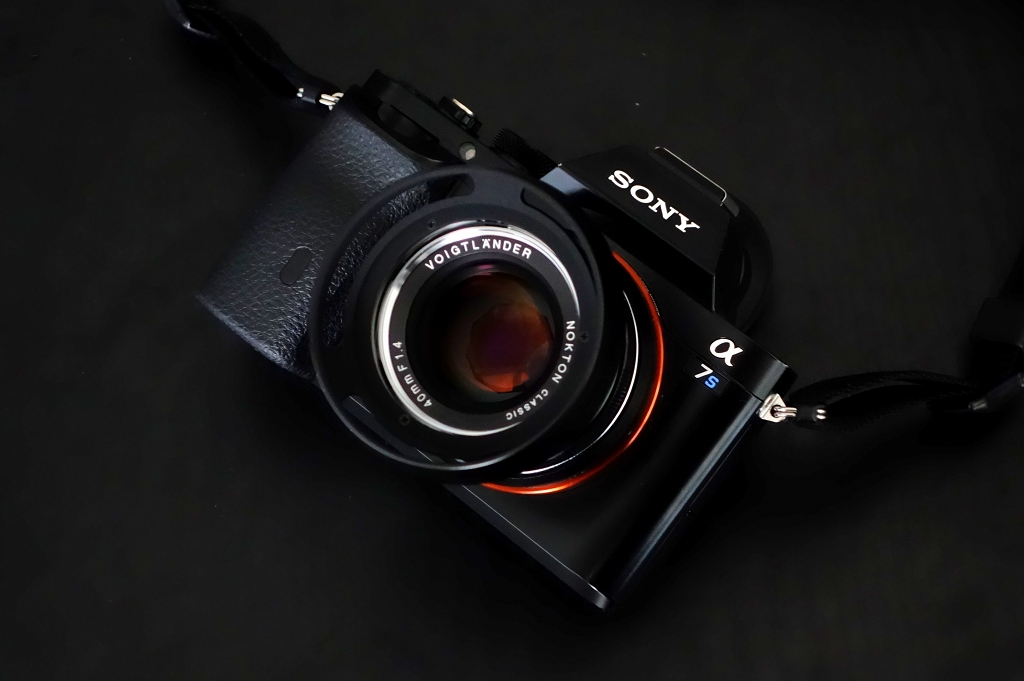
高感度モデルとなるα7S。装着するレンズはコシナ・フォクトレンダー ノクトンクラシック 40 mm f/1.4。

- α7S (ILCE-7S)（2014年6月20日発売） - Eマウント搭載のフルサイズ機で、α7の派生機、高感度モデル。"S"はSensitivityのSである。最大ISO409600(静止画・動画)の1220万画素フルサイズExmor CMOSセンサーを搭載。最大ビットレート50 MbpsでのXAVC Sによるフルハイビジョン動画撮影がαシリーズで初めてできるようになったほか、フルHD・4Kで非圧縮(4:2:2、8bit)の全画素読出し動画出力を実現している。ただし、非圧縮の全画素読出し動画出力によるフルHD・4K動画記録には別売りのHDMIケーブルとレコーダーが必要。2020年9月販売終了。

- α7S II (ILCE-7SM2)（2015年10月16日発売） - α7Sの後継機。α7 II/7R IIと同様にセンサーシフト式5軸手ブレ補正を搭載し、本体での4K/30p動画撮影、14ビット非圧縮RAWフォーマット記録に対応した。α7S/7R IIと同様フルHD・4Kで非圧縮(4:2:2、8bit)の全画素読出し動画出力に対応。またファストインテリジェントAFも従来の25点から169点に増加し、動画撮影時にα7Sと比べて2倍の高速AFを実現。内蔵EVFにはα7R IIと同様にZEISS T*コーティングを施している。2020年9月販売終了。

- α7S III (ILCE-7SM3) （2020年10月9日発売）[37] - α7S IIの後継機。新開発の有効約1210万画素フルサイズ裏面照射型Exmor R CMOSセンサーを搭載し、α7S同様の最大ISO409600を実現、さらに15+ステップのダイナミックレンジ、All-IntraやH.265を採用したXAVC HSを使用した最大4:2:2 10bit 4K 120p動画記録、α7Sシリーズ初となるファストハイブリッドAFを搭載した。また画像処理エンジンも刷新され、従来のBIONZ X比最大8倍高速化されたBIONZ XRが採用された。ファインダーは過去最高の約944万ドットとなった。液晶モニターはα Eマウント機として初のバリアングル方式を採用。HDMI Type-A端子を搭載。USB PD方式での高速充電に対応した。メモリーカードは新たにCFexpress Type Aに対応し、SDXCカードとCFexpress Type Aに対応したデュアルスロットを搭載した。

#### α7Cシリーズ（コンパクトモデル）
- α7C（ILCE-7C）（2020年10月23日発売）[38] - ボディ内手ぶれ補正搭載フルサイズミラーレスにおいて世界最小、最軽量を謳い、新しいコンセプト"Compact"として発表された。基本性能はα7IIIとほぼ同等であるが、シャッターユニットは小型化され、動画撮影時におけるリアルタイム瞳AFに対応した。α7SIIIに引き続きバリアングル液晶を搭載。またα7シリーズにおいて初となる新色のシルバーを設定した。
- α7C II（ILCE-7CM2）（2023年10月13日発売） - α7Cの後継機。新開発の有効約3300万画素の35mmフルサイズ裏面照射型CMOSイメージセンサーExmor R CMOSを搭載し、画像処理エンジンBIONZ XRや高い被写体認識エンジンであるAIプロセッシングユニットを搭載。ボディ内手ぶれ補正は7段になった。露出補正ダイヤルは自由に機能を割り当てられるダイヤルに置き換えられ、静止画/動画/S&Q切り替えダイヤルを新たに搭載。動画機能も改善しており、Super 35mmにおいて4K 60pの動画記録が可能になった。
- α7CR（ILCE-7CR）（2023年10月13日発売） - α7CⅡと同時に発表された高画素モデル。α7CⅡと共通の仕様だが、有効約6100万画素の35mmフルサイズ裏面照射型CMOSイメージセンサーExmor R CMOSを搭載している。連続撮影速度は、最高約8.0コマ/秒となっている。動画機能も改善しており、1.2倍クロップにおいて4K 60p記録や画素加算なし6.2Kオーバーサンプリングによる4K記録が可能になった。本体色はシルバーとブラックがある。

#### α9シリーズ（プロ向けモデル）

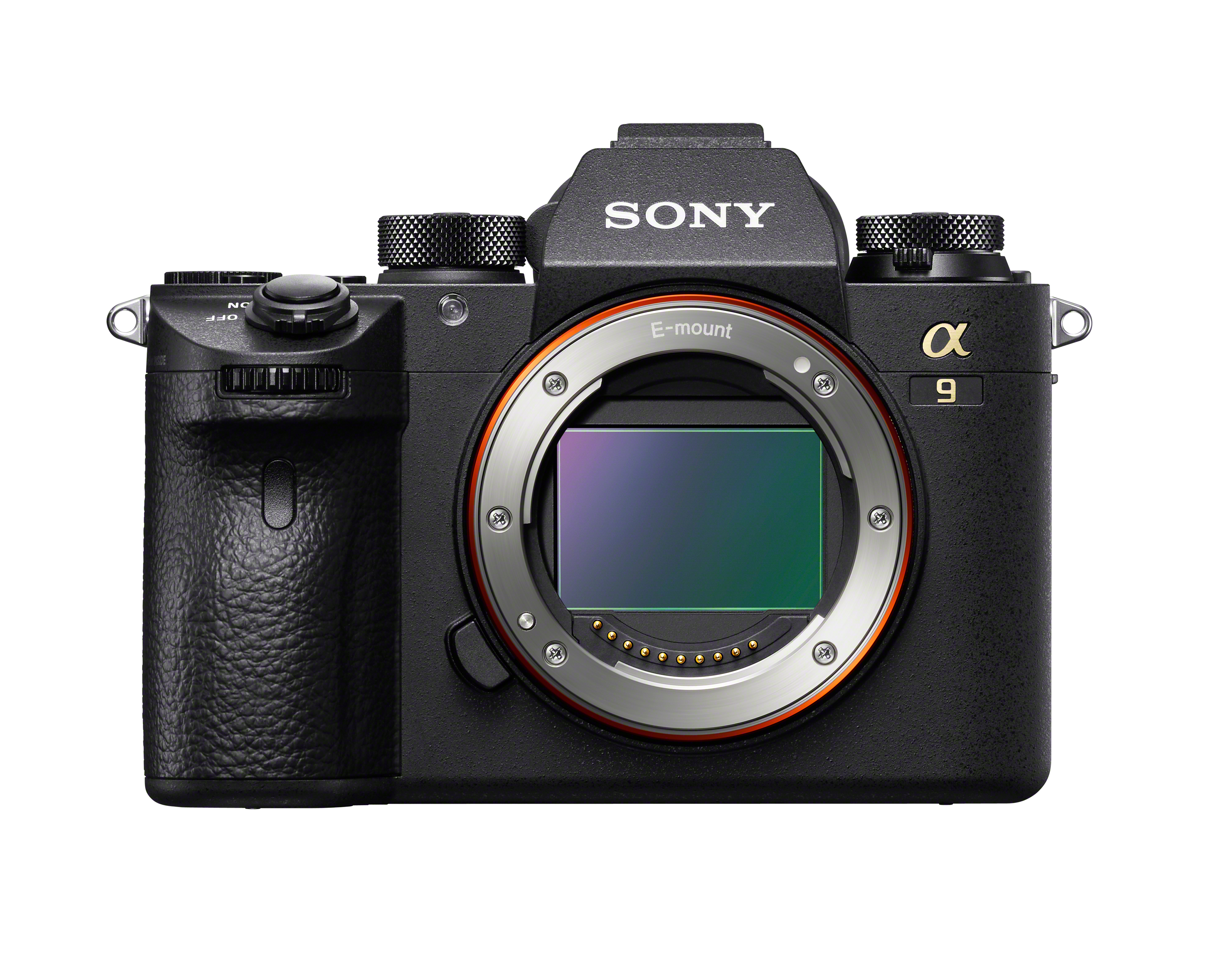
Eマウント機初のプロフェッショナル向けモデルとなるα9。軍艦部左肩にもダイヤルを持つ。

- α9(ILCE-9)(2017年5月26日発売)[39] - 積層化とメモリーを搭載して読み出し速度をα7 II比で20倍以上に高速化した2420万画素積層型CMOSセンサー「Exmor RS」とBIONZ Xの組み合わせにより、無音・無振動で最高1/32000秒の電子式アンチディストーションシャッターを実現した。像面位相差センサーは693点と大幅に増え、AF/AE追従最高20コマ/秒のブラックアウトフリー連続撮影も搭載している。バッテリーは従来比で約2.2倍の容量を搭載した新タイプ「NP-FZ100」になり、デュアルメディアスロット（片側はSD/メモリースティック両対応、もう片方はUHS-II対応SDカードスロット）や有線LAN端子も備えている。また、ファインダーはT*コーティングを施したQuad-VGA OLED Tru-Finderになり、120Hz表示に対応に加え肉眼とファインダー像での輝度差を抑えている。液晶画面はαフルサイズミラーレスで初めてタッチパネルが採用された。センサーシフト式5軸手ブレ補正を搭載しており、フルサイズ機では初めて「4D FOCUS」に対応した。2018年のカメラグランプリ大賞を受賞した[40]。

- α9 II(ILCE-9M2)(2019年11月1日発売)[41] - イメージセンサーはα9と同じだが、メカシャッター時で最高約10コマ/秒、ブラックアウトフリー時は最大20枚/秒の連続撮影、最大60回/秒の演算によるAF/AE追従、最高1/32000秒のアンチディストーションシャッターに加え、フリッカーの影響を抑えるフリッカーレス撮影にも対応。BIONZ Xもアップグレードし、中～高感度でのノイズも低減している。α7R IV同様、マルチインターフェースシューはデジタルオーディオインターフェースが追加されている。また、ファイル転送が大幅に強化され、有線LANは1000BASE-Tに対応、無線LANもIEEE 802.11ac対応に強化された。高いセキュリティーを確保するFTPSにも対応。音声メモ機能も搭載され、撮影したときの状況等を音声で残し、画像と音声を「Imaging Edge」のモバイルアプリケーション「Transfer & Tagging add-on」で転送、同時に音声を自動でテキスト化しIPTCメタ情報として画像に埋め込めるようになった。
- α9 Ⅲ(ILCE-9M3)(2024年1月26日発売) [42]- フルサイズミラーレススチルカメラとしては世界初となるグローバルシャッター方式のイメージセンサーを搭載。ブラックアウトフリー時は最大120枚/秒の連続撮影、最大120回/秒の演算によるAF/AE追従、シャッタースピード1/80000秒（連続撮影時は1/16000秒）が可能。グローバルシャッター方式となったため、ローリングシャッター現象が起きず、フリッカーの影響を受けない。ソニー製フラッシュを装着した際、シャッタースピード1/80000秒（連続撮影時は1/16000秒）までの全速でフラッシュを同調した撮影が可能。BIONZ XRを搭載。AIプロセッシングユニット搭載により、被写体認識の精度が向上するだけでなく、動物や昆虫、乗り物など、より幅広い被写体の認識に対応。本体のグリップの構造の改善や、マウント側にファンクションボタンが追加されている。5軸ボディ内手ブレ補正も8段になり、一部のレンズを用いることで協調手ぶれ補正にも対応。メモリーカードは新たにCFexpress Type Aに対応し、SDXCカードとCFexpress Type Aに対応したデュアルスロットを搭載した。

#### α1シリーズ（フラッグシップモデル）
- α1(ILCE-1) (2021年3月19日発売)[43] - ソニーα Eマウント機で初めてフラッグシップを謳うモデル。新開発有効約5010万画素メモリー内蔵フルサイズ積層型CMOSイメージセンサー「Exmor RS」と従来比8倍の高速処理が可能な「BIONZ XR」を搭載し、最大約30コマ/秒のブラックアウトフリー連続撮影に対応、瞳AFが人物、動物に加え新たに鳥にも対応、世界最速フラッシュ同調1/400のデュアル駆動シャッター、αシリーズ初のフルサイズ8.6Kからのオーバーサンプリングによる8K 30p 4:2:0 10bitでの動画撮影にも対応した。

#### VLOGCAMシリーズ
- VLOGCAM ZV-E1(2023年4月21日発売)[44] - 「Vlog」用途に特化した「VLOGCAM」シリーズの第四弾である。399gと光学式ボディ内手ブレ補正機構搭載のフルサイズミラーレスとしては最軽量かつ最小[45]な動画撮影に特化したボディにα7S IIIと同等の有効画素数約1210万画素のフルフレーム Exmor R CMOS センサーを搭載し、最大ISO感度409600と15 + stopのダイナミックレンジを実現した。無償で配布されるアップグレードキーを適用する事でα7S IIIとほぼ同等の機能を得られるが、HDMI出力によるRAW撮影には対応しない。また、α7S IIIでは対応していないリアルタイム認識AFに対応している。

## ソニー・αレンズ

### 概要
レンズはαマウントシステムを引き継いだ当時、コニカミノルタとの共同開発によるものが中心だった。また生産工場はコニカミノルタの工場（大阪府堺市堺区）が流用されており、ソニーへ卸す形態であった。後に、ボディと共にソニーグローバルマニュファクチャリング&オペレーションズ幸田サイト（愛知県額田郡幸田町）およびソニーイーエムシーエス美濃加茂サイト（岐阜県美濃加茂市。2013年3月閉鎖。国内生産は幸田サイトに集約）が生産を受け継いだ。
αマウントシステムにおけるハイグレードレンズとなるGレンズも2020年現在、35 mm F1.4 G、70‐200 mm F2.8 G SSM II、70‐300 mm F4.5‐5.6 G SSM II、70‐400 mm F4‐5.6 G SSM II 、300 mm F2.8 G SSM II、500 mm F4 G SSMの6種類が発売されている。また、新たにカール・ツァイスレンズがαマウント用に開発された。コニカミノルタの「AF 85 mm F1.4 G(D) Limited」は、デジタルカメラへの対応を考慮した光学系の設計変更と、T*コーティングが施され、カール・ツァイスレンズ「Planar T＊ 85 mm F1.4 ZA」として販売されている。

### Aマウントレンズ
特筆すべき特徴としては、レンズの新旧を問わずソニーのAマウントカメラ全機種においてオートフォーカスと手ぶれ補正機能が特別な追加なしに等しく使える。これはΑマウントに対応している互換機メーカーのレンズ製品においても同様である。
カール・ツァイスレンズを含めた新規開発のαレンズや、これまで発売されたミノルタ・コニカミノルタ製αマウントシステム用のレンズは、すべてのAマウントのカメラで利用可能な互換性を保っている。また、マウントアダプターを介してのEマウントカメラにも使用可能である。
問題点としては、ミノルタ時代に較べて小売価格が高価になった点や、85mmのGレンズ（limtedでないもの）や17-35mmGなどミノルタ時代に評価が高かったレンズが数種が発売されていないことが挙げられる。また、2015年6月以降、Aマウントの新レンズは1本も発売されていない。

#### ミノルタ・αレンズから設計を受け継いだもの
鏡筒の肉厚、ねじの位置、距離指標窓、レンズ表面のコーティング剤などの改善が随所にみられる。ADI調光非対応のものはP-TTL調光のみ使用可。
| 商品名                    | SAL-        | 発売開始年 | レンズ構成                      | 撮影最短距離 | ADI調光対応 | フィルタ径    | 特記                                                                     |
| ------------------------- | ----------- | ---------- | ------------------------------- | ------------ | ----------- | ------------- | ------------------------------------------------------------------------ |
| 16 mm F2.8 フィッシュアイ | SAL16F28    | 2006年     | 8群11枚(内一枚特殊フィルター)   | 0.2 m        | 非対応      |               |                                                                          |
| 20 mm F2.8                | SAL20F28    | 2006年     | 9群10枚                         | 0.25 m       | 非対応      | ⌀72 mm        |                                                                          |
| 28 mm F2.8                | SAL28F28    | 2006年     | 5群5枚                          | 0.3 m        | 非対応      | ⌀49 mm        |                                                                          |
| 35 mm F1.4 G              | SAL35F14G   | 2006年     | 8群10枚                         | 0.3 m        | 対応        | ⌀55 mm        |                                                                          |
| 50 mm F1.4                | SAL50F14    | 2006年     | 6群7枚                          | 0.45 m       | 対応        | ⌀55 mm        |                                                                          |
| 50 mm F2.8 マクロ         | SAL50M28    | 2006年     | 6群7枚                          | 0.2 m        | 対応        | ⌀55 mm        | マクロレンズ                                                             |
| プラナー T* 85 mm F1.4 ZA | SAL85F14Z   | 2006年     | 7群8枚                          | 0.85 m       | 対応        | ⌀72 mm        | AF 85 mm F1.4 Gの後群に補正レンズを組み込んだため8枚構成に変更されている |
| 100 mm F2.8 マクロ        | SAL100M28   | 2006年     | 8群8枚                          | 0.35 m       | 対応        | ⌀55 mm        | マクロレンズ                                                             |
| 135 mm F2.8 [T4.5] STF    | SAL135F28   | 2006年     | 6群8枚(APDエレメント1群2枚含む) | 0.87 m       | 非対応      | ⌀72 mm        |                                                                          |
| 300 mm F2.8 G SSM II      | SAL300F28G2 | 2012年     | 12群13枚(内一枚フィルター)      | 2 m          | 対応        | 後差込 ⌀42 mm |                                                                          |
| 300 mm F2.8 G SSM         | SAL300F28G  | 2006年     | 12群13枚(内一枚フィルター)      | 2 m          | 対応        | 後差込 ⌀42 mm | AFアポテレ300 mm F2.8G（D）SSMの光学系を受け継いだ後継機                 |

### Eマウントレンズ
2010年6月からはミラーレス一眼「NEXシリーズ」用として新たにEマウントレンズが加わった。本体の小型化に伴って、マウント径がAマウントよりも狭くなり、一部のレンズを除きレンズ側に手ブレ補正を付けているのが特徴である。仕様上、Aマウントカメラ等のフランジバックが長いカメラでは使用不可。
2013年にα7が登場し、同時にフルサイズ対応のEマウントレンズ（FEレンズ）も発売された。